# Dinan
Pour les articles homonymes, voir Dinan (homonymie).
Ne doit pas être confondu avec Dinant.
Dinan /di.nɑ̃/  est une commune nouvelle française, créée le 1er janvier 2018, issue de la fusion des communes de Dinan et Léhon et une sous-préfecture située dans le département des Côtes-d'Armor en région Bretagne. C'est une ville du Poudouvre, pays traditionnel du nord de la Haute-Bretagne.
La ville de Dinan est fortifiée par une ceinture de remparts et était défendue par un imposant château. Point stratégique pour la circulation entre la Normandie et la côte nord de Bretagne, Dinan est construite principalement sur une colline. La cité domine de 75 m la Rance qui coule vers le nord pour se jeter dans la Manche entre Saint-Malo et Dinard. Dinan proposa longtemps le pont le plus au nord pour traverser la Rance et son large estuaire.
Dinan est le siège de Dinan Agglomération, communauté d'agglomération créée en 2017.
Ses 14 966 habitants sont les Dinannais et Dinannaises.

## Géographie

### Localisation
Dinan est située à l'est du département des Côtes-d'Armor.

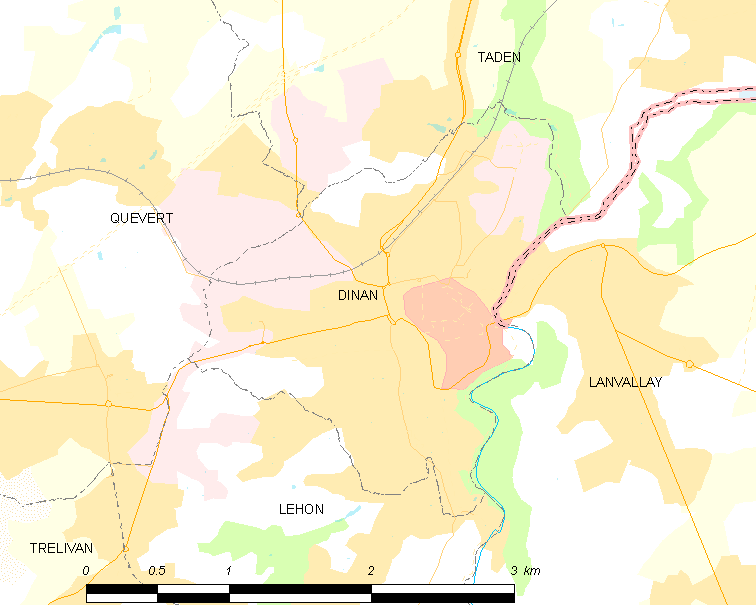
Carte de la commune de Dinan.

| Quévert  | Taden       | Taden     |
| Quévert  | Dinan       | Lanvallay |
| Trélivan | Saint-Carné | Lanvallay |

### Hydrographie
Pour un article plus général, voir Réseau hydrographique des Côtes-d'Armor.
La commune est située dans le bassin Loire-Bretagne. Elle est drainée par la Rance et le canal d'Ille et Rance,.
La Rance, d'une longueur de 104 km, prend sa source dans la commune du Mené et se jette  dans la Manche entre Dinard et Saint-Malo, après avoir traversé 28 communes. 
Le canal d'Ille-et-Rance est un canal, chenal et un cours d'eau naturel navigable, d'une longueur de 84 km. Il prend sa source dans la commune de Montreuil-sur-Ille et se jette  dans l'Ille à Saint-Grégoire, après avoir traversé 25 communes. 

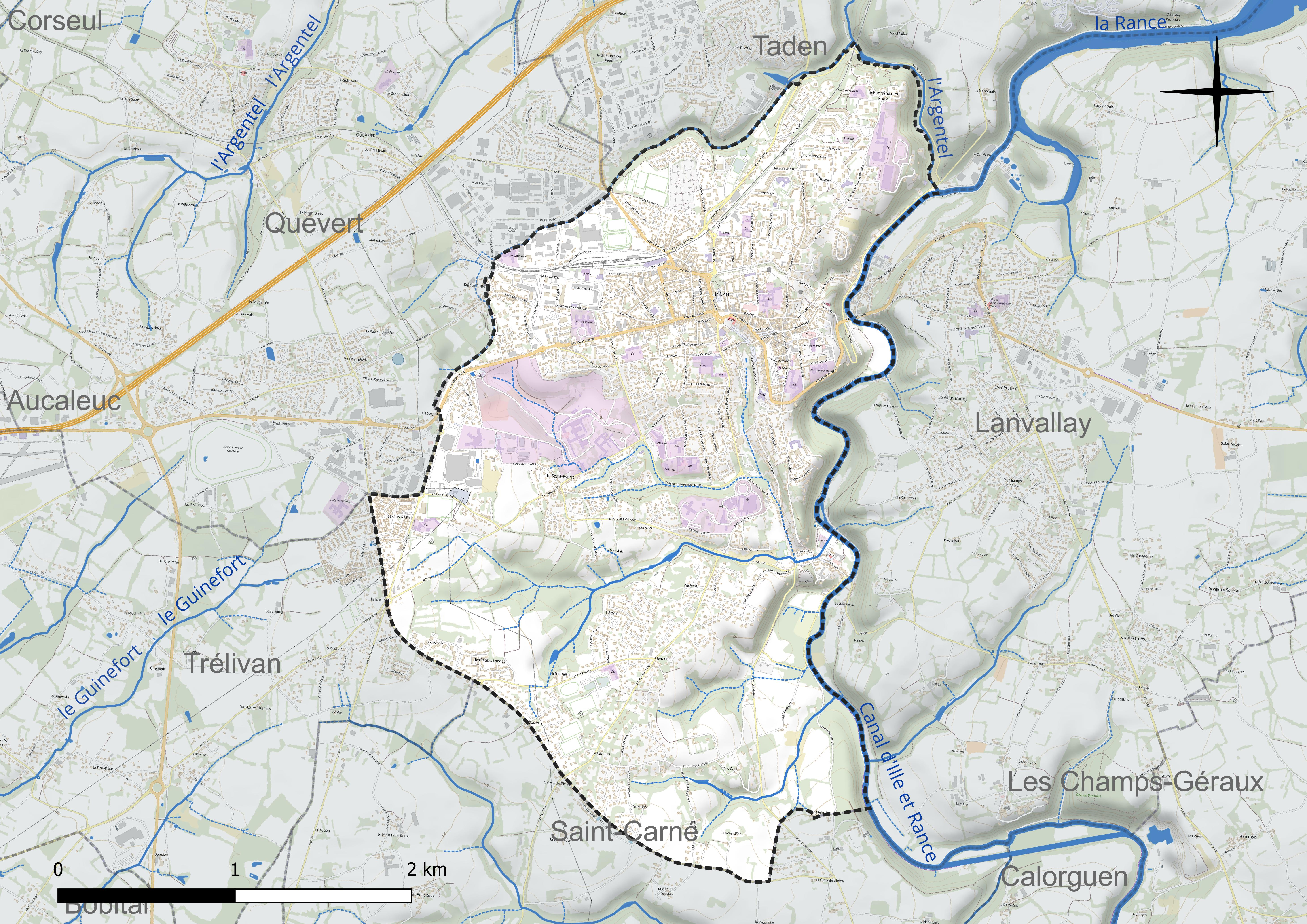
Réseau hydrographique de Dinan.

### Transports

#### Réseau terrestre
La route nationale 176 (2 × 2 voies) passe au nord de la commune (liaison Saint-Brieuc-Avranches). Dinan est également proche de la route départementale 137 (2 × 2 voies) qui relie Rennes à Saint-Malo.

#### Réseau ferroviaire
La gare de Dinan, sur la ligne de Lison à Lamballe, reçoit 5 TER Bretagne par jour en semaine depuis Saint-Brieuc et 7 depuis Dol-de-Bretagne (respectivement 3 et 5 le week-end).

#### Réseau aérien
L'aérodrome de Dinan - Trélivan se trouve sur la commune de Trélivan à 3 km à l'ouest - sud-ouest de Dinan.

#### Transport en commun

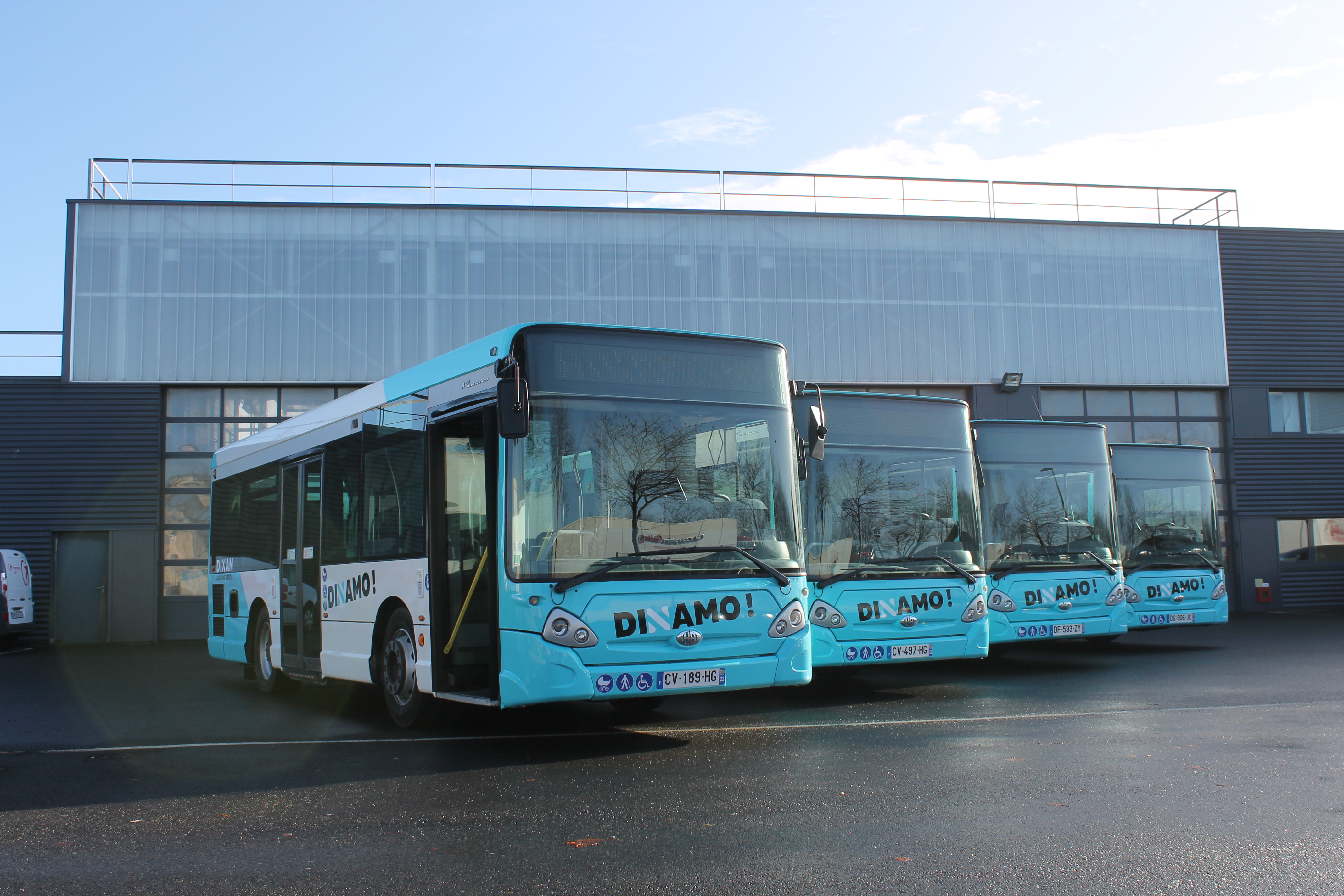
Autobus de Dinan.

Depuis le 1er décembre 2018, Dinan possède, avec son agglomération, un service de transports urbains : les Dinamo !. Elle est reliée au reste de l'agglomération grâce aux 5 lignes régulières du réseau desservant Dinan, Quévert, Taden, Lanvallay, Trélivan et la zone de L'Aublette. La particularité de ce réseau est la gratuité totale pour les voyageurs. En trois mois d'exploitation, le réseau de bus aura transporté environ 70 000 passagers.
Le réseau est exploité par le transporteur Transdev CAT 22 pour un montant annuel de 783 136 €,. Le réseau régional BreizhGo complète la desserte d'autres communes de l'agglomération telles que Aucaleuc.

### Climat
Pour des articles plus généraux, voir Climat de la Bretagne et Climat des Côtes-d'Armor.
En 2010, le climat de la commune est de type climat océanique franc, selon une étude du CNRS s'appuyant sur une série de données couvrant la période 1971-2000. En 2020, Météo-France publie une typologie des climats de la France métropolitaine dans laquelle la commune est exposée à un climat océanique et est dans la région climatique  Bretagne orientale et méridionale, Pays nantais, Vendée, caractérisée par une faible pluviométrie en été et une bonne insolation. Parallèlement l'observatoire de l'environnement en Bretagne publie en 2020 un zonage climatique de la région Bretagne, s'appuyant sur des données de Météo-France de 2009. La commune est, selon ce zonage, dans la zone « Intérieur », exposée à un climat médian, à dominante océanique.  
Pour la période 1971-2000, la température annuelle moyenne est de 11,3 °C, avec une amplitude thermique annuelle de 12,2 °C. Le cumul annuel moyen de précipitations est de 742 mm, avec 12,3 jours de précipitations en janvier et 6,6 jours en juillet. Pour la période 1991-2020, la température moyenne annuelle observée sur la station météorologique la plus proche, située sur la commune du Quiou à 12 km à vol d'oiseau, est de 11,6 °C et le cumul annuel moyen de précipitations est de 757,4 mm,. Pour l'avenir, les paramètres climatiques de la commune estimés pour 2050 selon différents scénarios d’émission de gaz à effet de serre sont consultables sur un site dédié publié par Météo-France en novembre 2022.

## Urbanisme

### Typologie
Au 1er janvier 2024, Dinan est catégorisée centre urbain intermédiaire, selon la nouvelle grille communale de densité à 7 niveaux définie par l'Insee en 2022.
Elle appartient à l'unité urbaine de Dinan, une agglomération intra-départementale dont elle est ville-centre,. Par ailleurs la commune fait partie de l'aire d'attraction de Dinan, dont elle est la commune-centre,. Cette aire, qui regroupe 25 communes, est catégorisée dans les aires de moins de 50 000 habitants,.

## Toponymie
En breton et en gallo, le nom est également orthographié Dinan. Il est prononcé [ˈdĩːnãn] en breton KLT. 
L'étymologie du toponyme Dinan est discutée (grammatici certant).

D'après Bernard Tanguy et Hervé Abalain, c'est le nom breton qui pourrait expliquer son origine, constitué des mots din (variante moderne de dun) « forteresse » ou « fortin » et du suffixe diminutif an, c'est-à-dire la « petite forteresse ». Il serait donc à rapprocher du Kastell Dinn, le château de Dinan, une formation rocheuse sur la presqu'île de Crozon, ainsi que de Kastell-Dinan ou Castel Dinan, une motte féodale à Plouigneau,.

L'étymologie de Dinan a cependant donné lieu à plusieurs autres hypothèses et conjectures. Il proviendrait du gaulois Dun désignant une colline fortifiée et du toponyme breton nan [t] désignant une « vallée ». Dinan signifirait littéralement « la hauteur fortifiée dominant la vallée ».  Pour le linguiste Jacques Lacroix, la racine din renvoie au gaulois deva, devonna, désignant l'eau sacrée, la rivière des ondes divines, d'où le sens global de « vallée des eaux divines ». Cet adjectif substantivé issu de devo- (« dieu ») est un proche parent du mot latin deus (« dieu »), et de divinus (« divin »). Il est également attesté dans des hydronymes caractéristiques dénommant des rivières « la Déesse, la Divine », en lien avec le culte de l'eau (en) chez les Celtes : Deva, Diva (la Dives, la Desges ou la Diège) ; Devona, Divona (la Divonne, la Dionne, la Jouanne, la Juine)
À l'instar de quelques autres grandes villes de Haute-Bretagne, la localité est aussi connue en breton sous le nom traditionnel de Dinam.

## Histoire

### Préhistoire et Antiquité
La région de Dinan est habitée depuis le Néolithique, comme en témoigne la présence d'un dolmen en ruines à la sortie de la ville en direction de Lanvallay.
Sa proximité avec la grande cité gallo-romaine de Corseul et le port gaulois puis gallo-romain de Taden permettent d'en déduire une occupation humaine à cette période.

### Moyen Âge
L’histoire de Dinan est mieux connue à partir du XIe siècle, bien que le site eût été occupé depuis l'Antiquité. C’est à l’époque une bourgade dans laquelle s’implante un couvent bénédictin. En 1064, les Normands du duc Guillaume le Bâtard assiègent le château sur motte. Cet assaut figure sur la tapisserie de Bayeux.

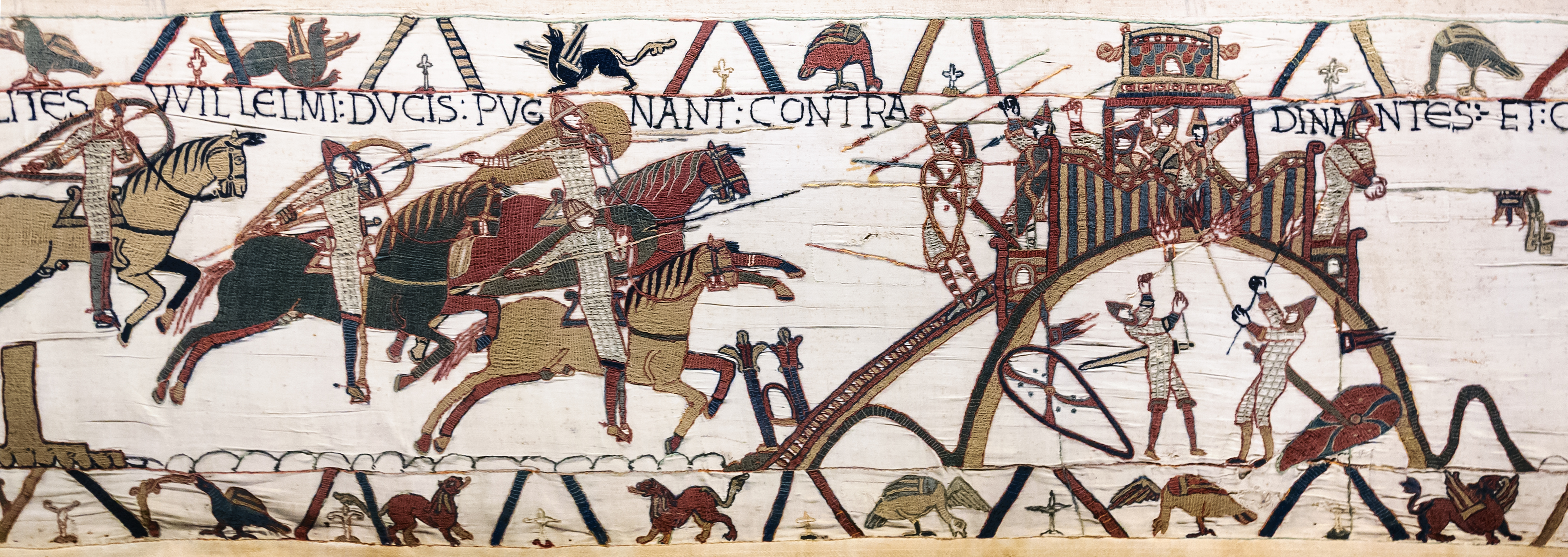
L'attaque de la motte castrale de Dinan (tapisserie de Bayeux, XIe siècle). Hic milites Willelmi ducis pugnant contra Dinantes : « Ici les soldats du duc Guillaume combattent contre les Dinannais ».

Organisée autour des paroisses Saint-Malo et Saint-Sauveur, la moitié de Dinan est achetée en 1283 par le duc de Bretagne Jean le Roux. C'est à cette époque que la ville acquiert la ceinture de remparts qu’on lui connaît. Les tours de Beaumanoir, Vaucouleurs, Saint-Julien, Beaufort, du Connétable, de Coëtquen, Penthièvre, Longue et Sainte-Catherine entourent la vieille ville dans le sens trigonométrique. Ce chemin de ronde encore intact sur 2 600 m est percé par les portes du Jerzual, de Saint-Malo, de Brest, du Guichet et plus tard de Saint-Louis (1620).

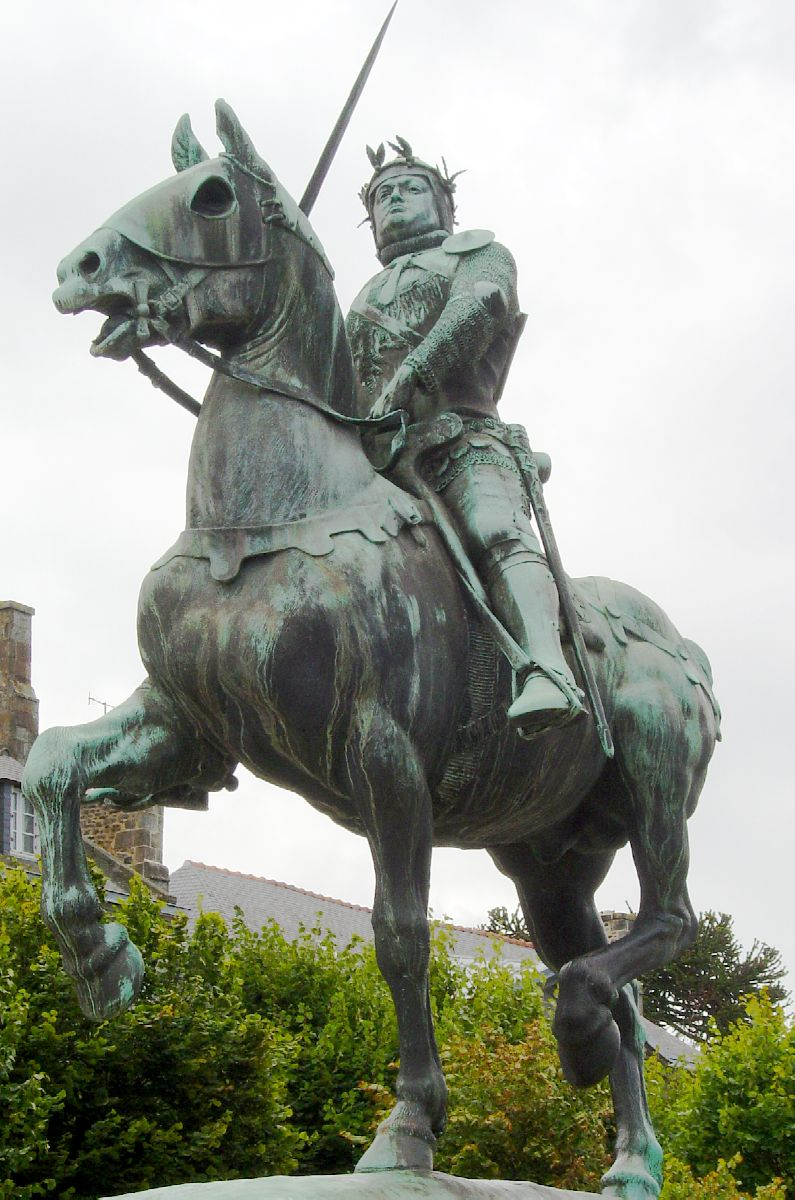
Statue de Bertrand du Guesclin à Dinan.

En 1357, lors de la guerre de succession du duché de Bretagne, Bertrand Du Guesclin et son frère Olivier défendent avec succès la ville assiégée par les troupes anglaises et les Bretons fidèles à Jean de Montfort. Il affronte Thomas de Canterbury en combat singulier et en sort vainqueur. En 1364, après plusieurs tentatives infructueuses, le duc Jean IV parvient à reprendre le contrôle de la ville et y fait construire la Tour ducale.
Les fortifications de la ville sont modernisées dans la deuxième moitié du XVe siècle avec l'addition de plusieurs tours d'artillerie. Cela passe par la destruction de la partie des faubourgs située contre les murailles par l'incendie, afin de dégager un glacis. Le château de Léhon, tout proche, est alors abandonné. Les canons n'ont jamais tiré : le gouverneur de la ville rend les clefs au représentant du roi de France après la bataille de Saint-Aubin-du-Cormier en 1488. Comme toutes les autres villes bretonnes, Dinan est définitivement rattachée au royaume de France en août 1532.

### Temps modernes

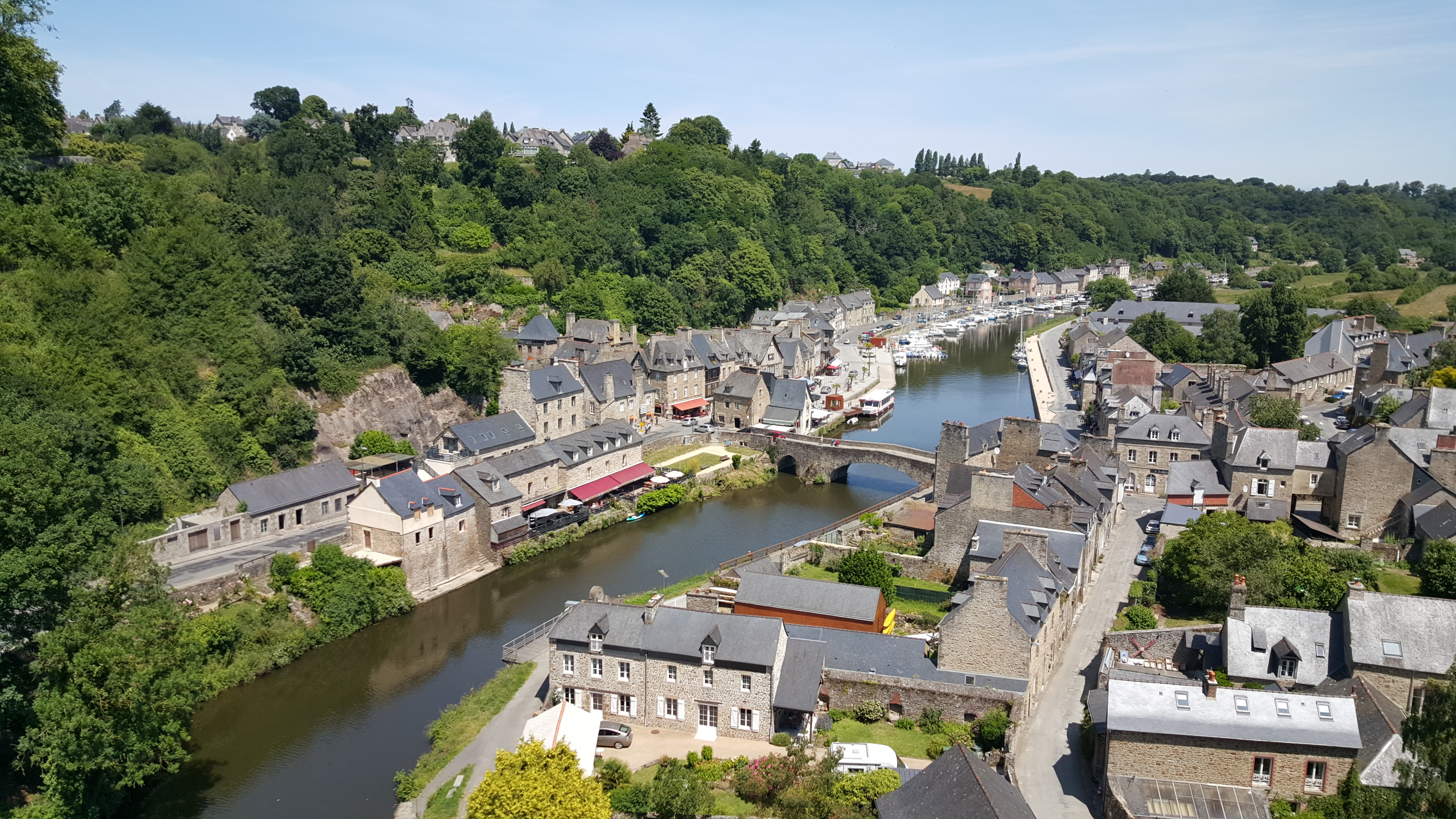
Port de Dinan.

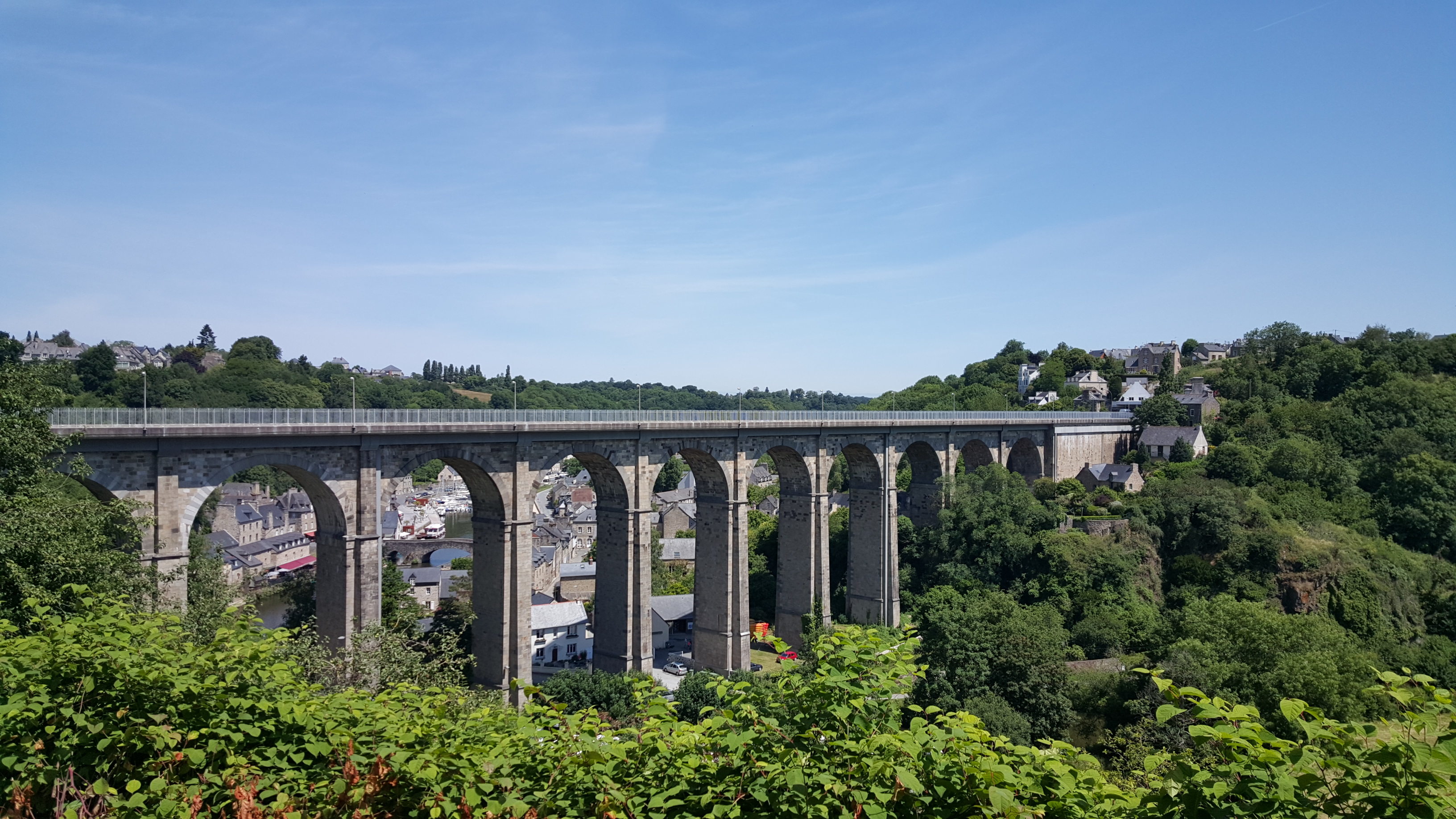
Viaduc sur la Rance.

La ville continue à prospérer, avec une activité artisanale soutenue intra-muros et la présence du port sur la Rance qui favorise le commerce. Dinan contrôle en effet la voie fluviale permettant de transporter les marchandises jusqu’à Saint-Malo. En 1598, Dinan choisit le camp du nouveau roi de France, Henri IV, contre son gouverneur, Philippe-Emmanuel de Lorraine, duc de Mercœur, qui s’y oppose lors des guerres de la Ligue. C’est à partir de cette époque que les fortifications perdent leur usage défensif et ne sont plus entretenues.
Au XVIIe siècle, d’autres ordres religieux implantent de nouveaux couvents : Capucins, Ursulines, Bénédictines, Dominicaines, Clarisses s’ajoutent aux Cordeliers et aux Jacobins. À compter de ce siècle, la ville ouvre une nouvelle porte économique avec sa source minérale « La Fontaine des Eaux ». Un premier livre est publié en 1648 par Jan Duhamel mais le site se développera plus amplement au XVIIIe siècle.
Dinan participe à la Révolte du papier timbré survenue en 1675. Le bailliage de Dinan dépendait de l'abbaye Notre-Dame du Tronchet.
Au XVIIIe siècle, l’activité commerciale est stimulée par l’installation de nombreux tisserands, qui produisent notamment des toiles utilisées pour les voiles des navires, envoyées ensuite à Saint-Malo par la vallée de la Rance. Sous l’impulsion d’une bourgeoisie qui se développe, diverses mesures sont prises pour lutter contre l’insalubrité régnant dans la ville, parallèlement à son développement extra-muros.
À partir de 1769, la ville de Dinan va investir dans sa « Fontaine des Eaux », une source d'eaux minérales qui a des vertus « miraculeuses » selon certains analystes de l'époque. Le vallon sera aménagé pour recevoir de nombreux curistes nobles, venant de la province et de Paris même. Ce développement de la vallée n'est pas négligeable dans l'économie de la ville et va encore s'étoffer au XIXe siècle.

### Révolution française
Pendant la Révolution, Jean Jules Coupard, avocat né en 1740, est élu député du Tiers état aux États généraux de 1789 et participe donc à la réorganisation administrative de la France et à la rédaction de constitution de 1791. Il est à nouveau élu député en 1792 à la Convention. Marie Toussaint Gagon du Chesnay, avocat et ancien maire de Dinan, est lui aussi député aux États généraux. Il adhère aux idées nouvelles. La constitution de 1791 prévoyait que les députés des États généraux ne pourraient se représenter à l'Assemblée nationale législative : il se retire donc sur ses terres en 1791. À la fin de la Révolution, il est appelé par Bonaparte au poste de sous-préfet de Dinan.

### LeXIXesiècle
Pendant les épisodes de la deuxième Commune de Paris, la ville de Dinan connut une exportation de ce modèle politique, et ainsi fut créée la Commune de Dinan toujours officiellement existante[réf. souhaitée].
Au XIXe siècle, le port perd progressivement de son importance, avec la construction d’un viaduc routier qui désenclave la ville, en 1852, et avec l’arrivée du chemin de fer en 1879. La ville voit se construire de nombreuses demeures cossues et se transforme peu à peu en destination de villégiature, particulièrement prisée par les Britanniques.

### LeXXesiècle
Lors de son passage dans le pays de Dinan, Thomas Edward Lawrence, dit Lawrence d'Arabie, écrit à sa mère : « Je suis tombé amoureux de la Rance » dans une lettre en date du 26 août 1907 où il compare le canal aux rives de la Tamise à Londres ainsi qu'à la rivière Isis empruntée par les courses d'aviron de l'université d'Oxford.
Lawrence d’Arabie s’était pris de passion pour le cidre. En Angleterre, il avait découvert les « modern ciders », des cidres élaborés à partir de pommes de table.
Malgré un incendie en 1907 qui a détruit cinq maisons à colombages, et un bombardement en août 1944, la ville n'a pas connu de grands changements depuis le début du XXe siècle.

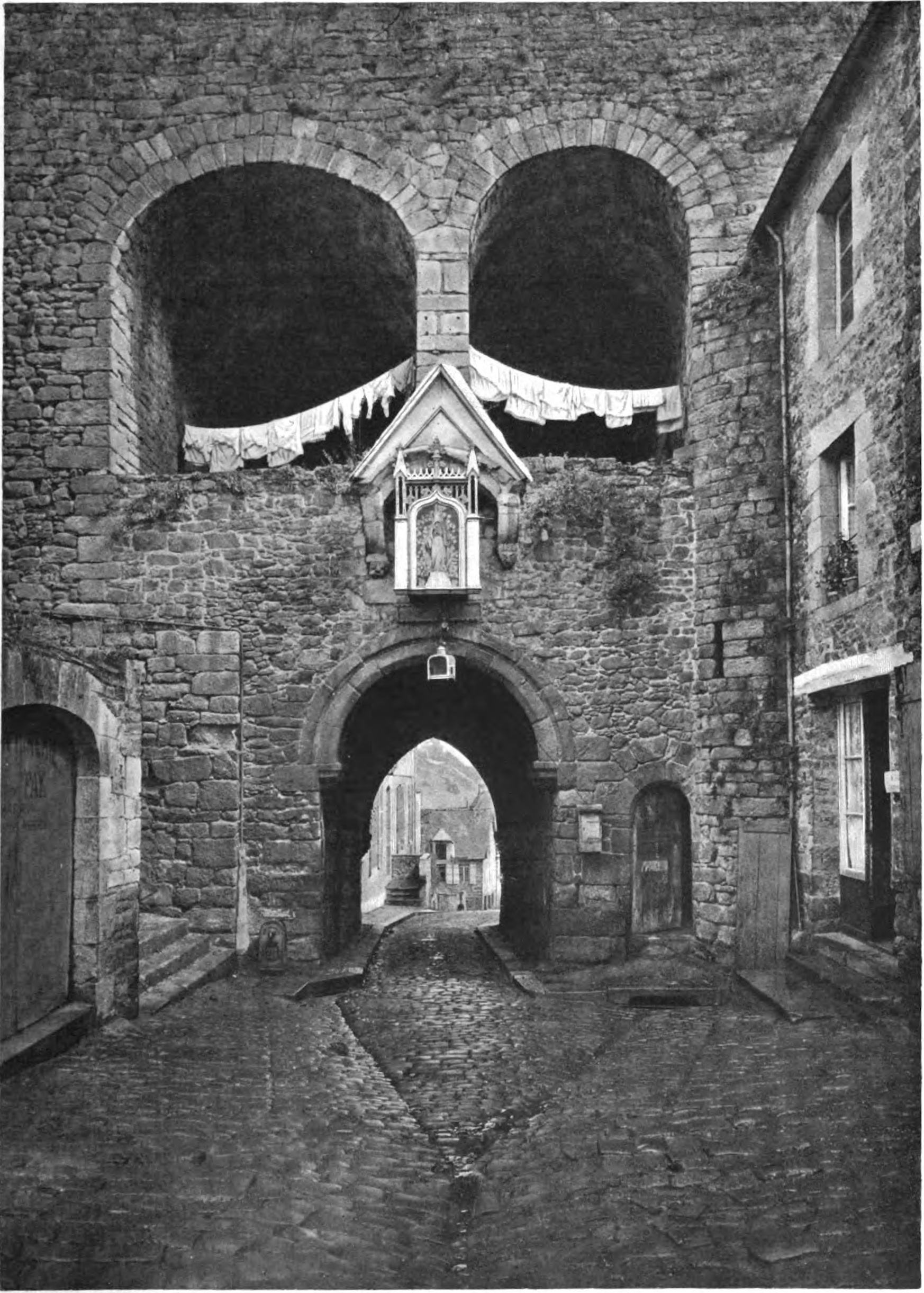
La Porte du Jerzual (photographie de 1902).

#### La Première Guerre mondiale
Dinan était alors une ville de garnison (le 10e régiment d'artillerie et le 13e régiment de hussards y étaient basés).

#### La Seconde Guerre mondiale
Ange Dubreuil, né et installé à Dinan, fut arrêté pour avoir initié une rixe avec un jeune soldat allemand dans un bar de la rue de la Chaux. Il fut arrêté, jugé et condamné à la peine de mort. Le Préfet des Côtes-du-nord intervint auprès du Général de corps d'Armée (français) afin qu'il demande aux autorités allemandes de commuer cette peine : ce dernier n'en fit rien. Ange Dubreuil fut fusillé le 5 décembre 1940... pour une simple bagarre.
Anne Beaumanoir, alors étudiante en médecine et résistante, amène à Dinan deux enfants juifs qu'elle a fait échapper à une rafle parisienne et les cache chez ses parents Jean et Marthe Beaumanoir. Ils sont reconnus tous les trois Justes parmi les nations.
Le 2 août 1944, les Américains de la 6th Armored Division (6e division blindée US) approchent Dinan. À Lanvallay, ils sont sévèrement accrochés par les troupes allemandes qui résistent. Ils décident de contourner le nid de résistance, et de poursuivre leur course vers Brest. Au cours de leur retraite, un barrage d'artillerie et un soutien aérien sont effectués pour couvrir le repli des troupes américaines. Ce n'est que le 6 août 1944 qu'un groupe de reconnaissance du 802nd Tank Destroyer Battalion (802e Bataillon antichar) apprend que Dinan et Lanvallay ont été évacués par les troupes allemandes. Ils mènent plusieurs reconnaissances dans la ville et la libèrent. Le lendemain, un régiment et un groupe de reconnaissance passent Dinan, et progressent vers Dinard, qui est un des bastions de la Festung Saint-Malo.
Originaire d'Ille-et-Vilaine, René Fayon s'installe avec sa famille à Dinan en tant que gardien du pont de la Fontaine-des-Eaux. Membre du groupe FTP de Dinan, il est amené, avec ses camarades, à prendre d'assaut la prison de Dinan le 11 avril 1944 afin de libérer deux membres importants de la direction des FTP d'Ille-et-Vilaine. Bien que très risquée, l'opération fut un succès. Le 9 mai 1944 au matin, René Fayon fut arrêté au cours de son service de garde près du viaduc sur la ligne de chemin-de-fer Dinan-Dinard. Soupçonné d'actes de terrorisme et porteur d'un révolver, il fut transféré à la prison de Rennes. Jugé et condamné à la peine de mort le 30 mai, il fut fusillé le lendemain 31 mai au camp de la Maltière à Saint-Jacques-de-la-Lande avec 9 autres de ses camarades du secteur de Dinan.

#### Le monument aux morts
Le monument aux morts porte les noms de 308 soldats morts pour la Patrie :
- 258 sont morts durant la Première Guerre mondiale ;
- 33 sont morts durant la Seconde Guerre mondiale ;
- 8 sont morts durant la guerre d'Algérie ;
- 9 sont morts durant la guerre d'Indochine.

#### La fermeture des casernes
Les casernes, longtemps occupées par les régiments de hussards et de dragons vont peu à peu se vider de leurs militaires.
En 1979, le 11e Régiment d'artillerie de marine (RAMA), quitte la caserne Duguesclin qu'elle occupait depuis 1948, pour la Lande d'Ouée (Saint-Aubin-du-Cormier).
Le 9e régiment de commandement et de soutien (9e RCS) (qui occupait le quartier Beaumanoir) régiment de soutien de la 9e DIMA, restera dans la ville jusqu'en 1986, avant de déménager sur Nantes.
En 1998, l'école nationale de Spécialisation du service de santé pour l’armée de terre (ENSSSAT) située à Dinan depuis 1981 est supprimée, 500 militaires quittent la ville.

### LeXXIesiècle

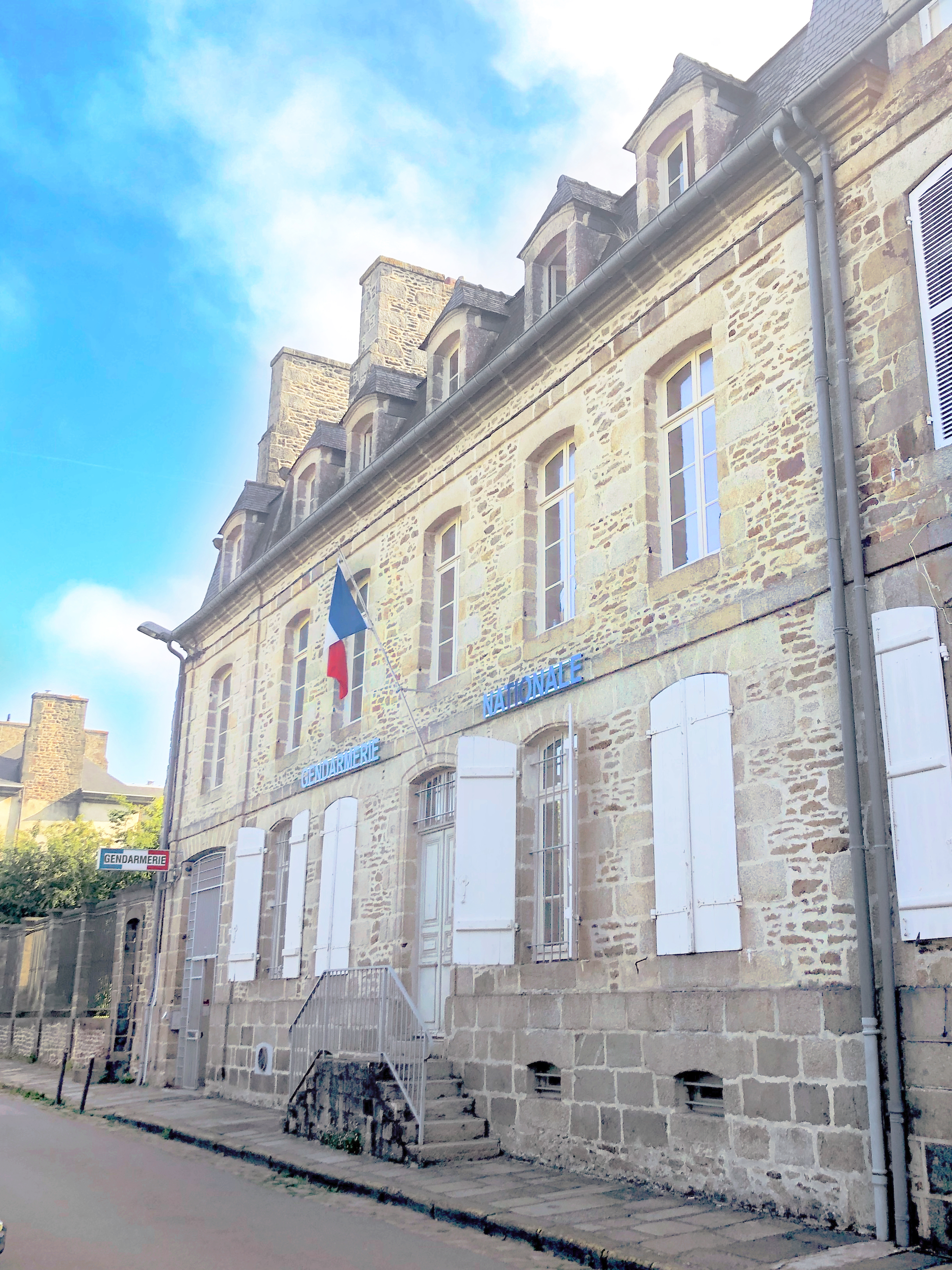
La gendarmerie place Duguesclin à Dinan.

De nos jours, la ville a largement restauré son patrimoine. Des maisons à colombage bordent encore la place des Cordeliers, la rue de l'Horloge, la célèbre rue du Jerzual et d'autres voies pavées du centre. Les églises Saint-Sauveur et Saint-Malo s'élèvent au milieu des anciennes paroisses de la ville.
Les casernes Beaumanoir et Duguesclin, désaffectées, ont été rachetées par la commune. Elle conserve 60 % des bâtiments pour aménager le nouveau quartier Europe, mêlant constructions militaires réhabilitées, bâtis contemporain et espaces verts. L'ensemble de cet aménagement couvre près de 15 ha, le projet urbain a été conçu par le cabinet d'architecte Philippe Madec.
Dans la nuit du 6 au 7 juin 2007, une petite portion des remparts s'est effondrée sur la rue principale d'accès (rue du Général-de-Gaulle), et nécessite des travaux de consolidation.
L'agglomération de Dinan déborde aujourd'hui de ses remparts et s'étend jusqu'aux communes de Léhon, Quévert, Taden et Lanvallay.
Depuis septembre 2017, Dinan et Léhon ont fusionné pour constituer la commune nouvelle de Dinan. Par arrêté du préfet des Côtes-d'Armor en date du 30 septembre 2017, publié au JORF no 21 du 26 janvier 2018 au 30 septembre 2017, la commune nouvelle de Dinan est créée en lieu et place des communes de Dinan et de Léhon (canton de Dinan, arrondissement de Dinan) à compter du 1er janvier 2018.

## Héraldique
| Blason | Blasonnement : De gueules au château donjonné de trois tourelles d'or, maçonné de sable, au chef d'hermine. |

## Politique et administration

### Liste des maires
Depuis la Libération, cinq maires se sont succédé :
| Période      | Période                   | Identité                                               | Étiquette                  | Qualité |
| ------------ | ------------------------- | ------------------------------------------------------ | -------------------------- | --- |
| 1944         | octobre 1947              | Michel Geistdoerfer                                    | Rad.                       | Journaliste |
| octobre 1947 | mars 1965                 | André Aubert (1902-1970)                               | DVD                        | Pharmacien Conseiller général de Dinan-Ouest (1949 → 1970) |
| mars 1965    | mars 1983                 | Yves Blanchot (1908-1985)                              | UDR puis RPR               | Artisan boucher Président du District urbain de Dinan (1977 → 1983) |
| mars 1983    | mars 2014                 | René Benoît                                            | UDF-PR puis DL puis UMP    | Professeur d'éducation physique Conseiller régional de Bretagne (1986→ 1992 et 2002 → 2004) Député des Côtes-du-Nord (2e circ.) (1978 → 1981 et 1986 → 1988) Conseiller général de Dinan-Est (1976 → 2001) Président de Dinan communauté (1983 → 2014) |
| 6 avril 2014 | En cours (au 31 mai 2020) | Didier Lechien (1962- ) Réélu pour le mandat 2020-2026 | UDI puis DVC puis Horizons | Professeur de faculté 2e vice-président de Dinan Agglomération (2017 → ) Élu maire de la commune nouvelle en janvier 2018 |

### Politique de développement durable
La ville a engagé une politique de développement durable en lançant une démarche d'Agenda 21.

### Budget
En 2018, le budget de la commune nouvelle de Dinan (Dinan et Léhon fusionnées) s'élève à 37 millions d'euros dont 21 millions en fonctionnement et 16 millions en investissement.

## Démographie

### Évolution démographique de la commune déléguée
L'évolution du nombre d'habitants est connue à travers les recensements de la population effectués dans la commune depuis 1793. À partir du 1er janvier 2009, les populations légales des communes sont publiées annuellement dans le cadre d'un recensement qui repose désormais sur une collecte d'information annuelle, concernant successivement tous les territoires communaux au cours d'une période de cinq ans. 
Pour les communes de plus de 10 000 habitants les recensements ont lieu chaque année à la suite d'une enquête par sondage auprès d'un échantillon d'adresses représentant 8 % de leurs logements, contrairement aux autres communes qui ont un recensement réel tous les cinq ans,.
En 2014, la commune comptait 10 919 habitants, en évolution de −1,09 % par rapport à 2009 (Côtes-d'Armor : +1,68 %, France hors Mayotte : +2,49 %).
| 1793  | 1800  | 1806  | 1821  | 1831  | 1836  | 1841  | 1846  | 1851  |
| ----- | ----- | ----- | ----- | ----- | ----- | ----- | ----- | ----- |
| 6 393 | 6 406 | 7 188 | 7 175 | 8 044 | 7 356 | 7 533 | 8 159 | 7 732 |

| 1856  | 1861  | 1866  | 1872  | 1876  | 1881  | 1886   | 1891   | 1896   |
| ----- | ----- | ----- | ----- | ----- | ----- | ------ | ------ | ------ |
| 8 238 | 8 089 | 8 510 | 7 698 | 8 180 | 9 964 | 10 105 | 10 444 | 10 620 |

| 1901   | 1906   | 1911   | 1921   | 1926   | 1931   | 1936   | 1946   | 1954   |
| ------ | ------ | ------ | ------ | ------ | ------ | ------ | ------ | ------ |
| 10 534 | 11 078 | 11 410 | 10 161 | 10 002 | 10 633 | 11 822 | 12 737 | 13 844 |

| 1962   | 1968   | 1975   | 1982   | 1990   | 1999   | 2006   | 2011   | 2014   |
| ------ | ------ | ------ | ------ | ------ | ------ | ------ | ------ | ------ |
| 12 847 | 13 137 | 13 429 | 12 267 | 11 591 | 10 907 | 11 235 | 10 851 | 10 919 |

### Évolution démographique de la commune nouvelle
À compter du 1er janvier 2018, la commune nouvelle de Dinan est créée en lieu et place des communes de Dinan et de Léhon (canton de Dinan, arrondissement de Dinan). La population municipale légale de la commune nouvelle en vigueur au 1er janvier de chaque année depuis 2015, définie dans les limites territoriales en vigueur depuis le 1er janvier 2018, est définie dans le tableau suivant.
| 2016   | 2021   | 2022   |
| ------ | ------ | ------ |
| 14 222 | 14 675 | 14 966 |

### Enseignement
On dénombre plusieurs établissements scolaires du premier degré à Dinan : l'école de La Garaye, l'école des Fontaines, l'école de la Ruche, sont des écoles publiques. L'école de La Garaye a été ouverte en 1852, sous l'appellation « asile de l'enfance ». Elle était dirigée par les sœurs de la Sagesse.
L'école maternelle du Clos Joli, l'école primaire Sainte-Croix et l'école du Sacré-Cœur sont des écoles privées de l'enseignement catholique. En sus, l'école Diwan est une école sous contrat qui enseigne le breton par immersion. À la rentrée 2018, 96 élèves étaient scolarisés dans l'école Diwan (soit 7,4 % des enfants de la commune inscrits dans le primaire).
Il y a quatre collèges à Dinan : le collège Roger-Vercel et le collège François-Broussais sont publics, et le collège Notre-Dame de la Victoire, dit « La Victoire » et le collège Les Cordeliers (installé dans l'ancien couvent des Cordeliers de Dinan) sont privés. La ville compte plusieurs lycées : le lycée La Fontaine-des-Eaux (enseignement public, général, technique et professionnel), le lycée public Ker-Siam (lycée professionnel), le lycée Les Cordeliers (enseignement privé catholique général et technique) et le lycée Dominique-Savio (privé professionnel).
En ce qui concerne l'enseignement supérieur, plusieurs établissements proposent des brevets de technicien supérieur. Le BTS Fluides, énergies, environnement, option génie frigorifique, le BTS Assistant de gestion PME-PMI, le BTS Comptabilité et gestion des organisations à La Fontaine-de-Eaux. Et à Notre-Dame de la Victoire, le BTS Communication et le BTS Négociation et relation client.
La direction des écoles primaires privées de l'enseignement catholique est commune, il en est de même pour les établissements La Fontaine-des-Eaux et Ker Siam ainsi que pour les collèges et lycées Notre-Dame de la Victoire, Les Cordeliers et Dominique Savio.

### Santé
- L'établissement de santé privé d’intérêt collectif (ESPIC) « fondation Saint-Jean-de-Dieu - centre hospitalier Dinan / Saint-Brieuc », fondée par Paul de Magallon en 1836[62],[63].

## Économie
La ville possède une antenne de la Chambre de commerce et d'industrie des Côtes-d'Armor.

### Médias
- Le Journal des Remparts, mensuel gratuit traitant de l'actualité économique et culturelle sur les Pays de Dinan, Dinard et Saint-Malo. Il est diffusé à 15 000 exemplaires, principalement dans les commerces et les collectivités.
- Le Petit Bleu des Côtes d'Armor, hebdomadaire dont le siège est à Dinan.

## Sites et monuments

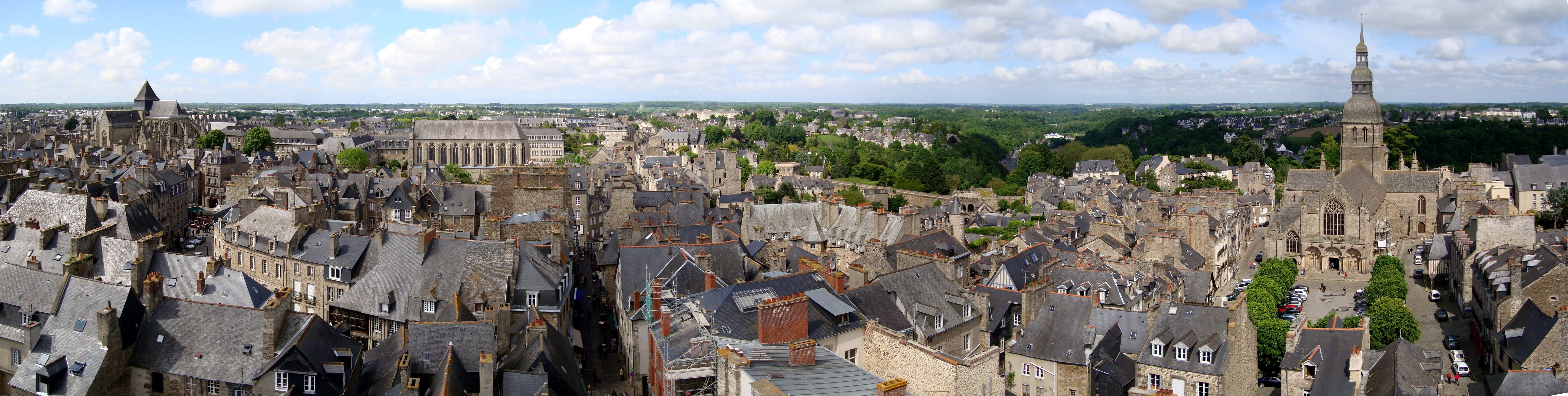
Vue sur la ville depuis la tour de l'horloge.

Dinan est classée ville d'art et d'histoire. Elle dispose d’un plan de sauvegarde et de mise en valeur comprenant « la ville intra-muros, le port ainsi que le quartier de la rue Saint-Malo » et s’étendant sur 90 hectares soit près du quart de la superficie de la commune de Dinan,.

### Monuments historiques
Dinan abrite 71 monuments historiques protégés, parmi lesquels :
- le château, classé par arrêté du 12 juillet 1886[66], il fait partie des 2 600 mètres des remparts ;
- les remparts, classés par arrêté du 12 juillet 1886[67] ;
- la tour de l'Horloge, beffroi du XVe siècle, haut de 45 m, qui symbolise la prospérité de la ville. Il possède encore la cloche offerte par la duchesse Anne. La tour a été classée par arrêté du 28 décembre 1910[68]. L'horloge a été achetée par la communauté de ville en 1498 ;

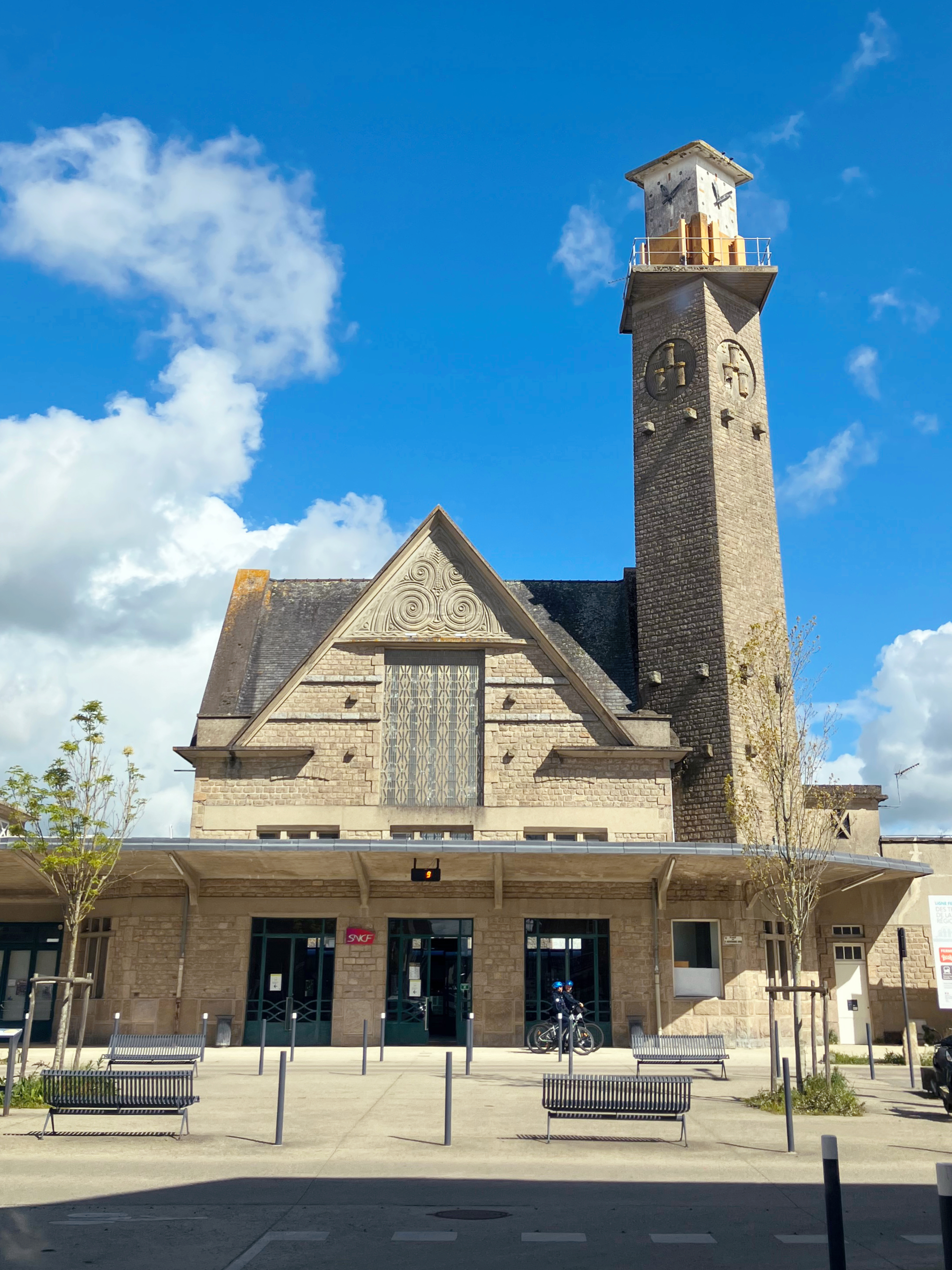
L'entrée de la gare de Dinan et le beffroi.

- la gare de Dinan date de 1931. Construite par Georges-Robert Lefort. À l'intérieur, dans le hall, se trouvent deux mosaïques, représentant, pour l'une, la carte des chemins de fer de la région, et, pour l'autre, un plan de la ville de Dinan. Cet ensemble de mosaïques fait l'objet d'une inscription au titre des monuments historiques depuis un arrêté du 21 novembre 1995[69]. Comme la Poste ou la Caisse d'épargne de Dinan, l'architecture de la gare se rattache au mouvement néo-breton de l'Ar Seiz Breur ;
- de nombreux hôtels particuliers.
- l'église Saint-Malo, rue de la Boulangerie, construite de façon échelonnée entre la fin du XVe siècle et la fin du XIXe siècle. De style gothique et Renaissance, elle est surtout réputée pour ses vitraux du début XXe siècle et son orgue anglais aux tuyaux polychromes, fabriqué par Oldknow en 1889. Elle a été classée par arrêté du 1er août 1907[70]. La Révolution, en dépit de la réprobation des Dinannais, dévasta l'église, qui ne fut rendue au culte qu'en 1803 ;
- le Couvent des Cordeliers, rue de la Lainerie, fut fondé au XIIIe siècle mais les bâtiments actuels datent du XVe siècle. Le couvent a accueilli les états généraux de Bretagne en 1573 et 1634. Restauré au XIXe siècle, il abrite maintenant un établissement d’enseignement privé. Son portail sur la place des Cordeliers a été classé par arrêté du 29 décembre 1930[71] ;
- la chapelle du couvent des Bénédictines, rue de Léhon, inscrit et classé en 1981[72] ;
- la chapelle Sainte-Catherine du couvent des Dominicaines, rue Victor Basch, inscrit et classé en 1987 et 1990[73] ;
- la chapelle du couvent des Ursulines, rue Saint-Charles, inscrit en 1987[74] ;
- la basilique Saint-Sauveur, place Saint-Sauveur, construite à partir du XIIe siècle, elle n'a cessé d’être transformée et reste finalement inachevée. Elle abrite le cénotaphe du cœur du connétable du Guesclin. Mariant de nombreux styles (roman, gothique, classique et baroque), son portail remarquable date du XIIe siècle. Elle a été classée par la liste de 1862[75] ;
- l'abbaye Saint-Magloire de Léhon.

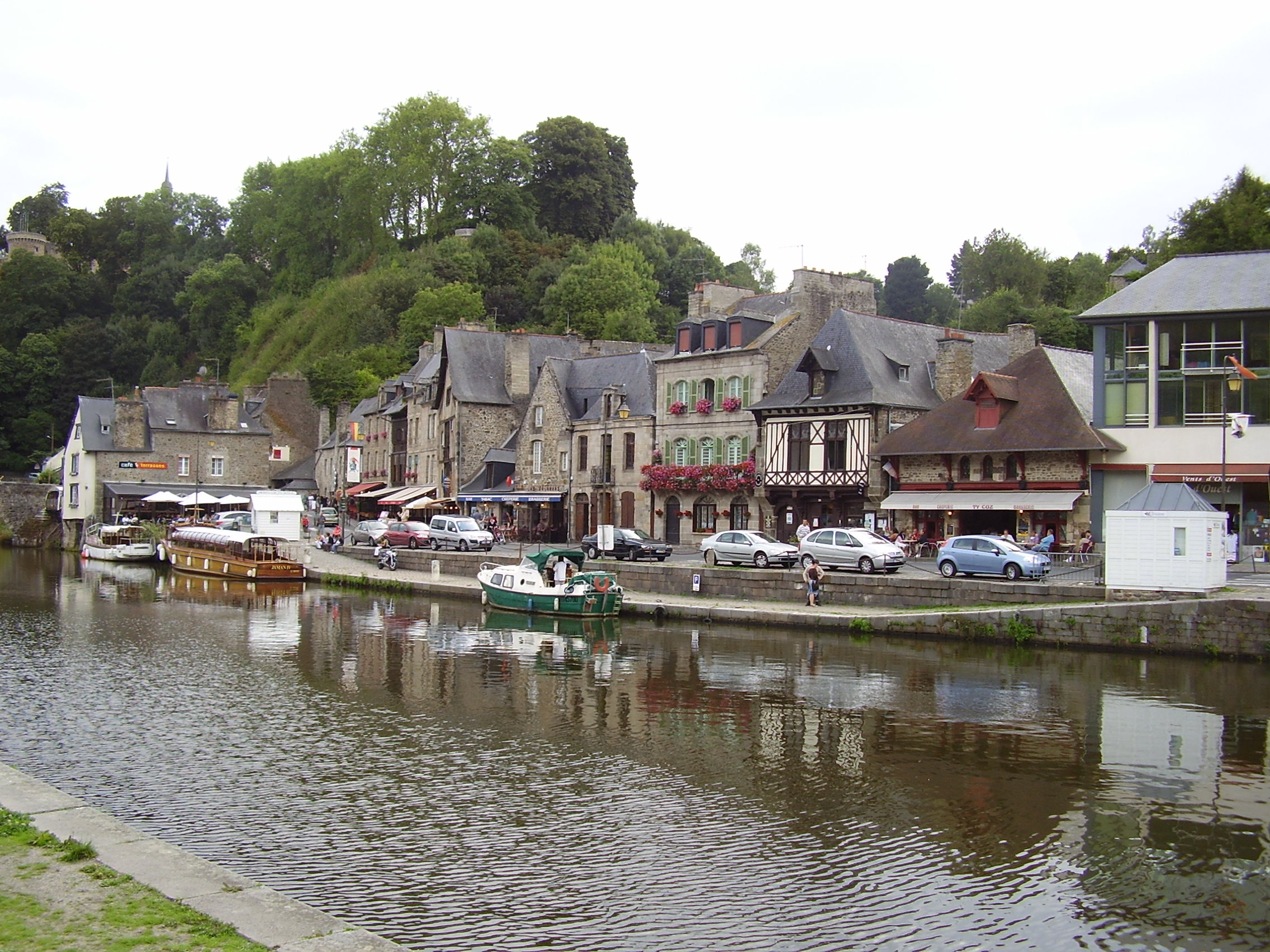
La ville-basse, sur les rives de la Rance.
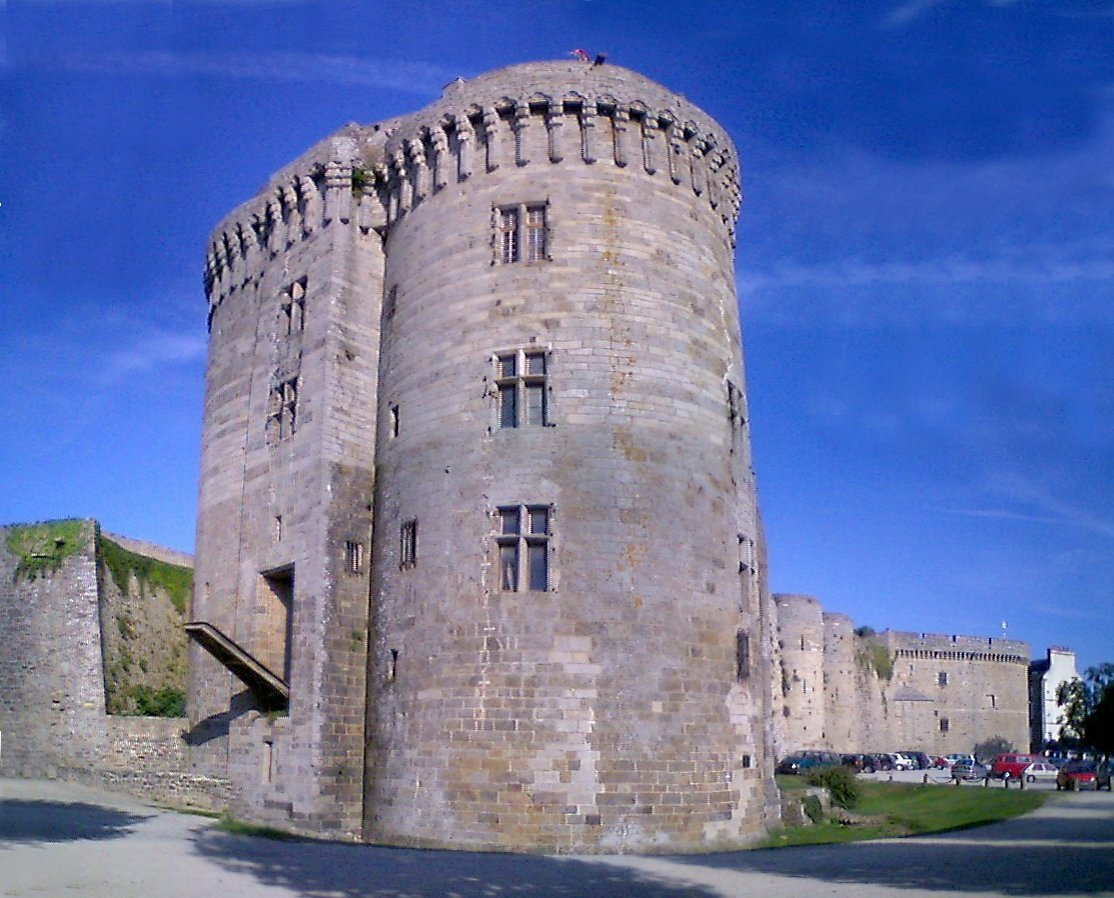
Le château de Dinan.
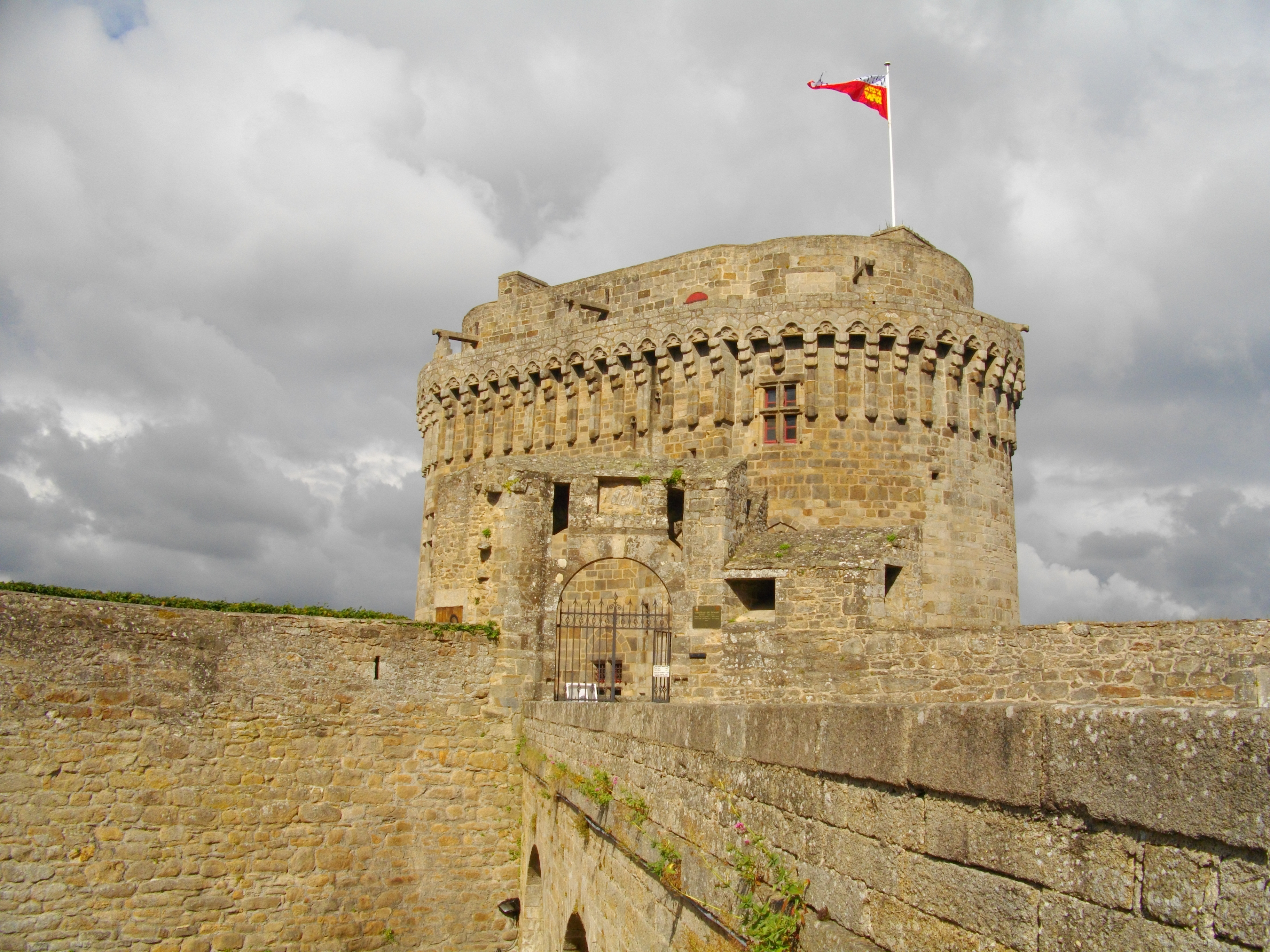
Le haut de la Tour ducale.
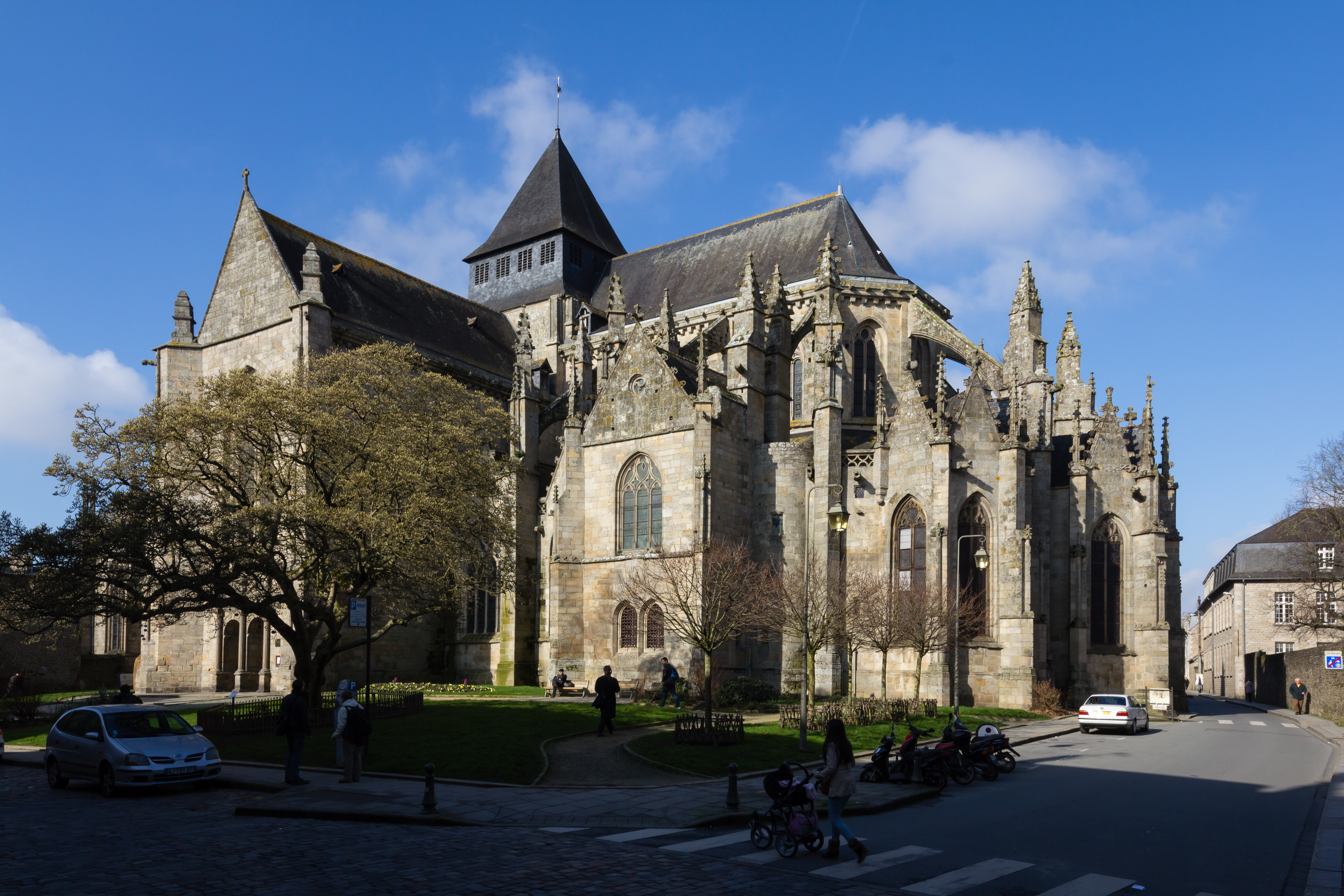
L'église Saint-Malo.
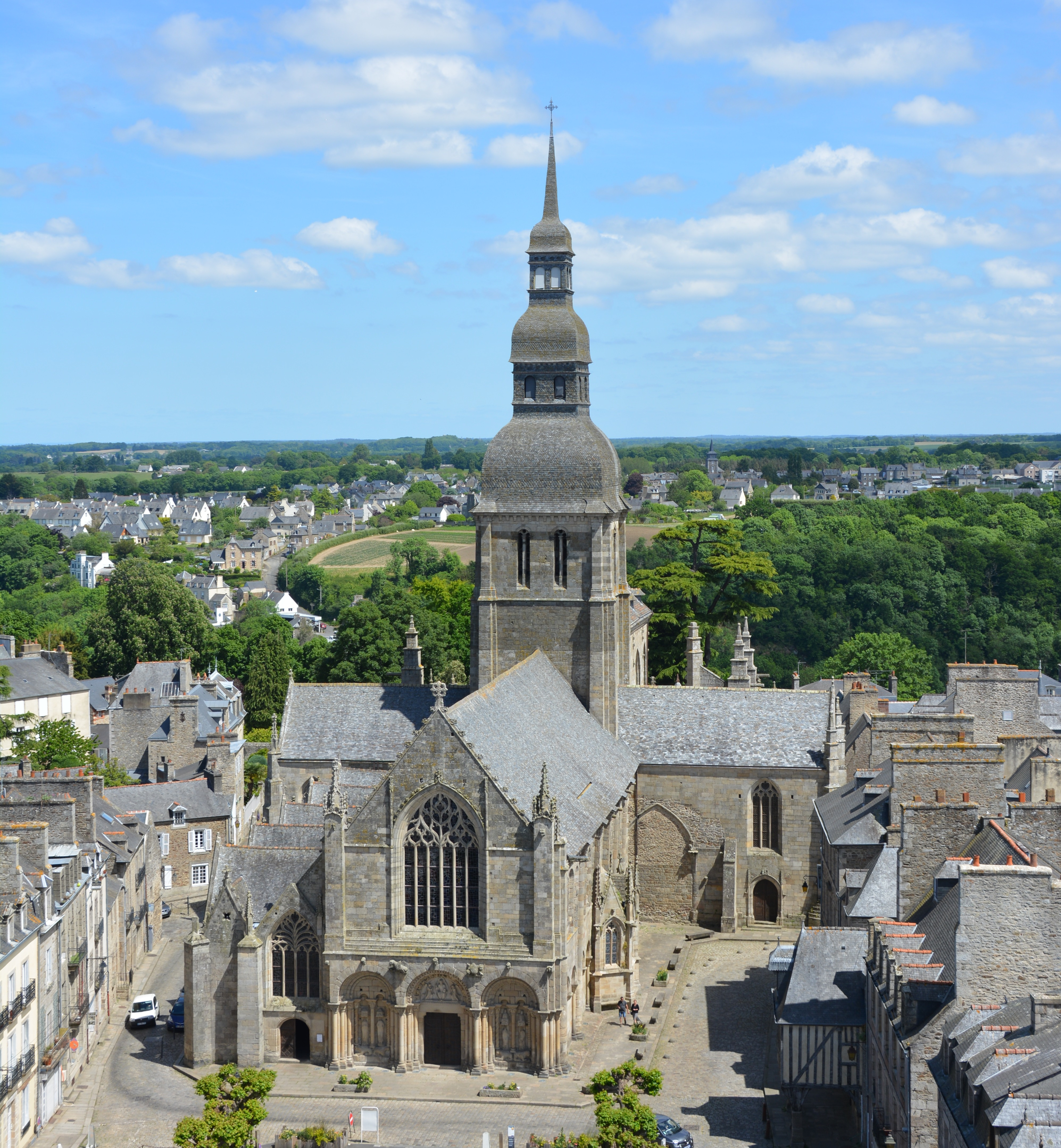
La basilique Saint-Sauveur.
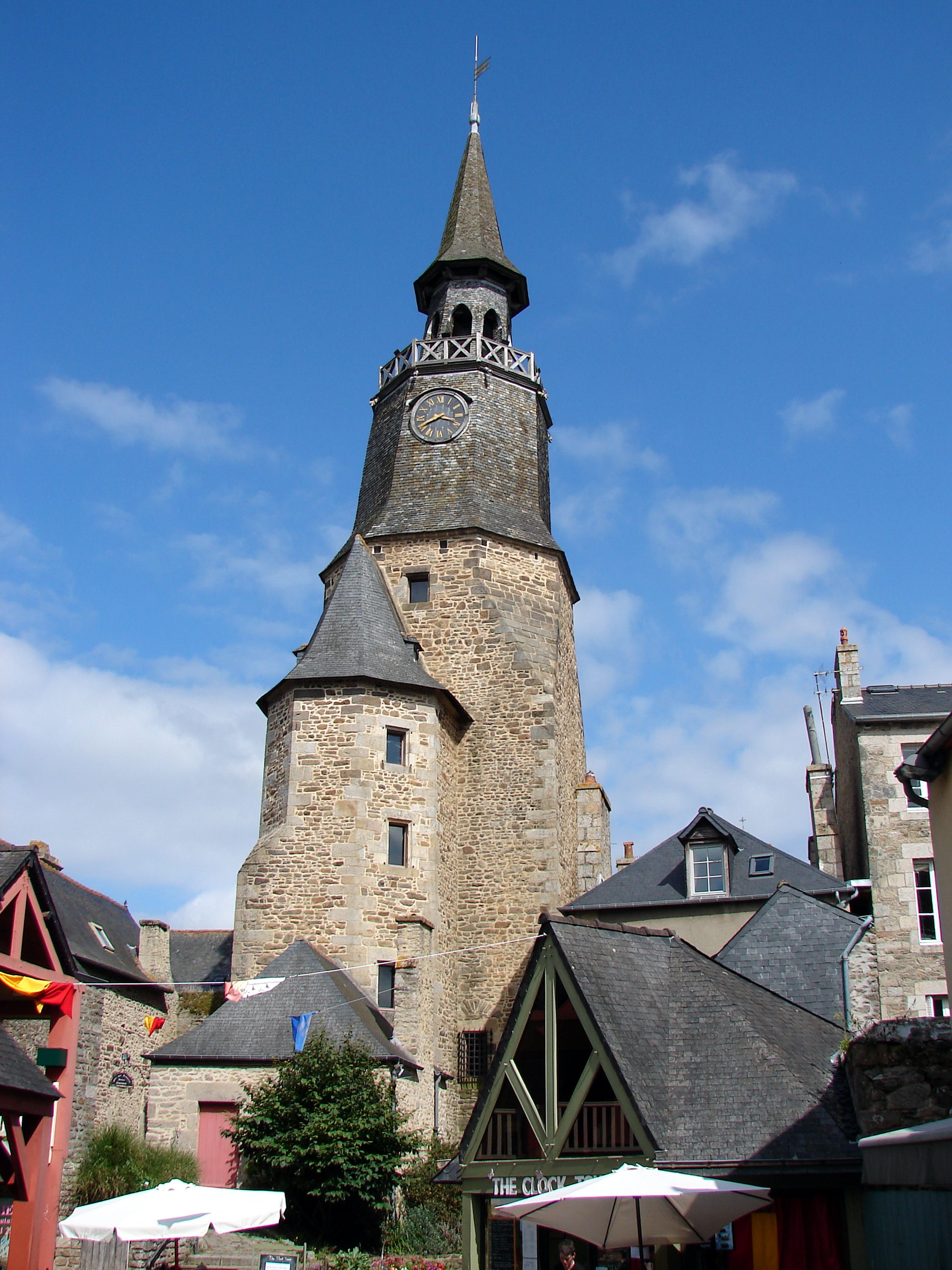
La tour de l'Horloge.
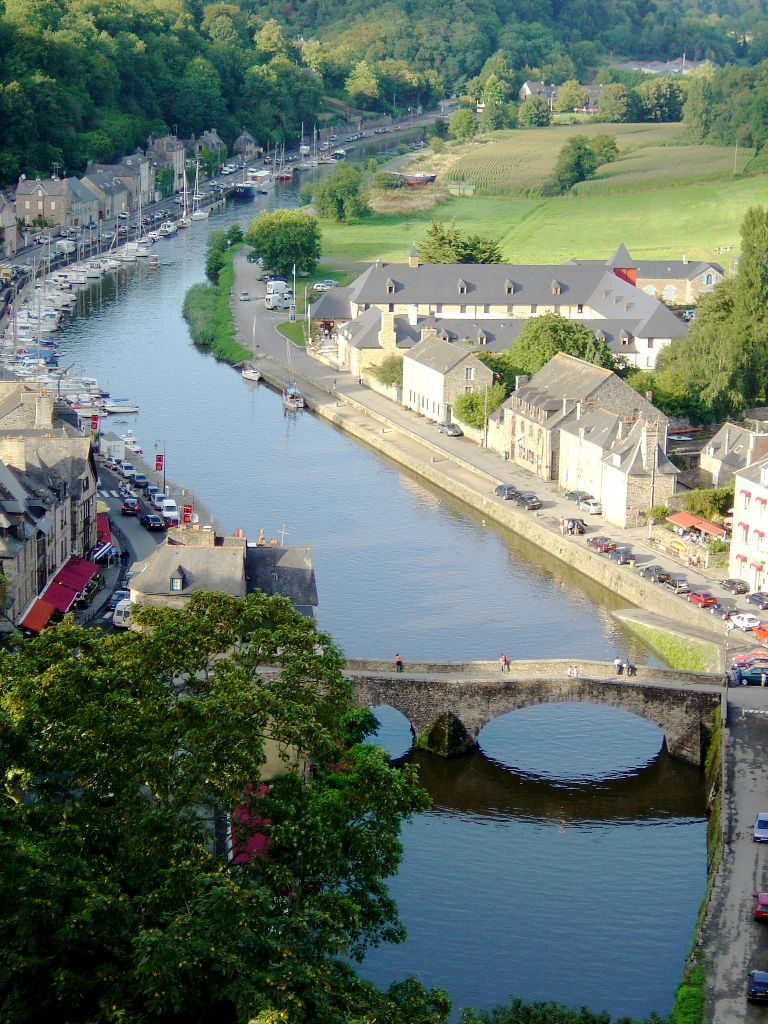
Le vieux pont.
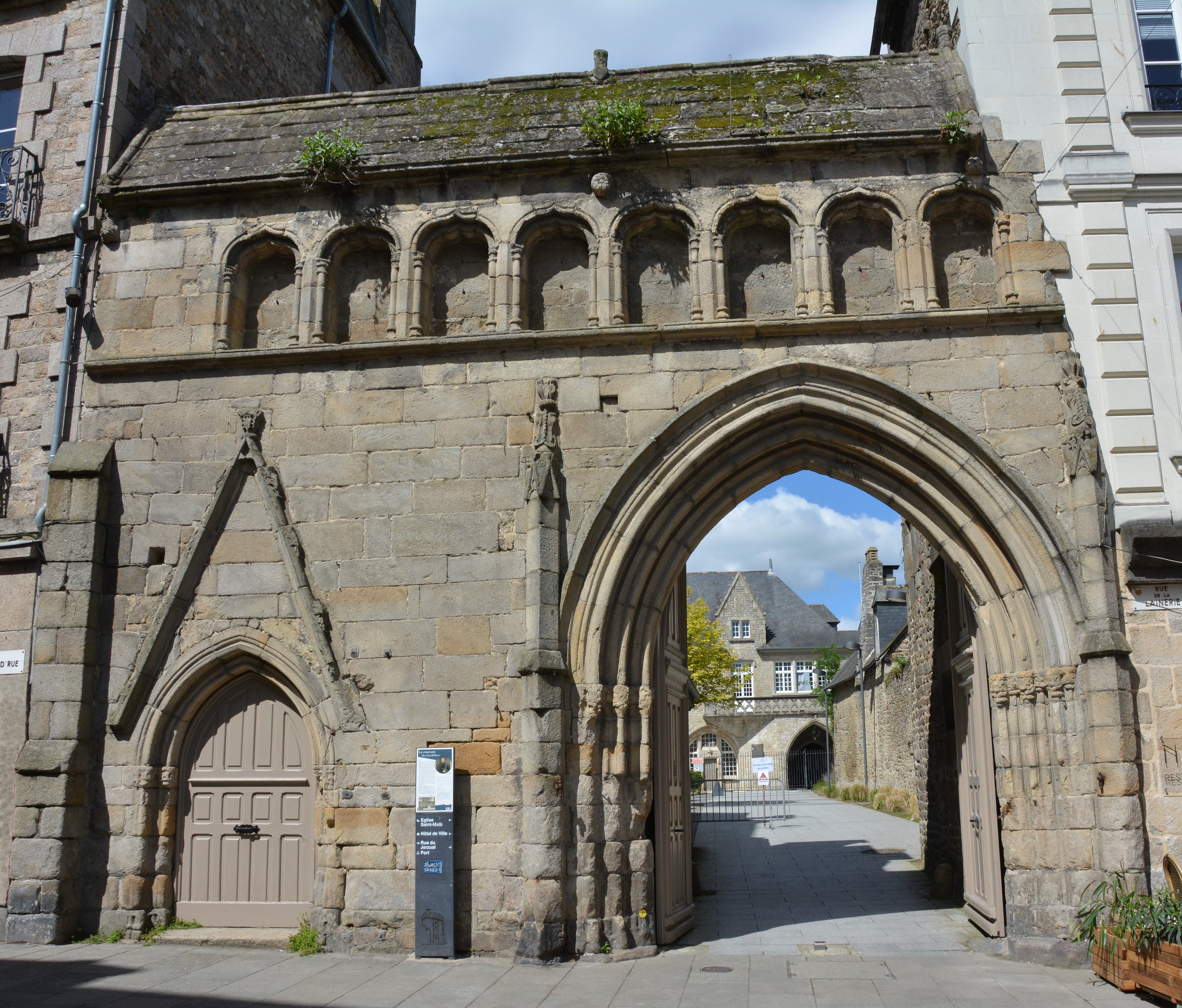
Le Couvent des Cordeliers
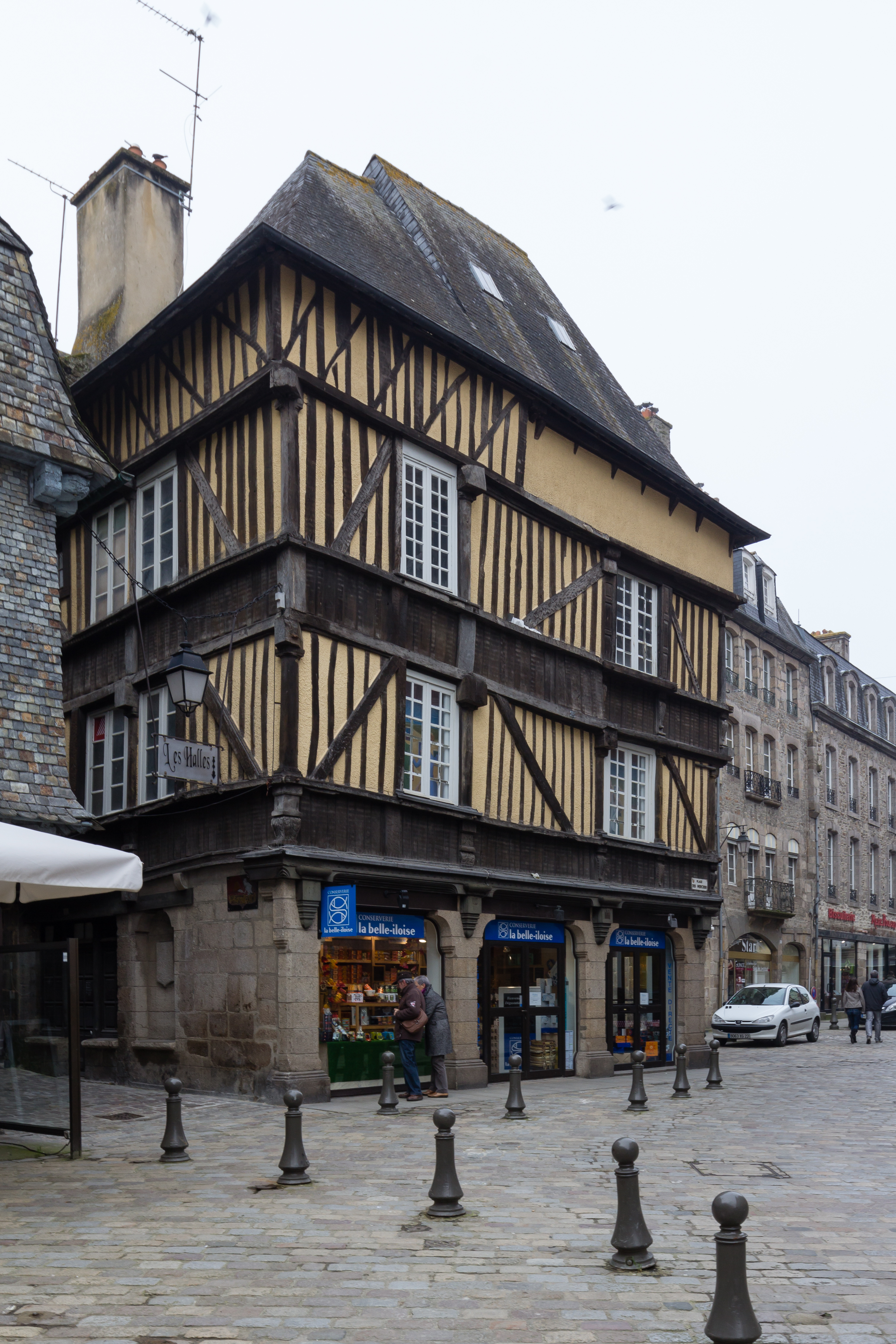
Maisons à colombages.

La commune compte également 41 monuments historiques classés au titre objet.

### Autres sites et monuments notables
- La rue du Jerzual, côte la plus célèbre de Dinan qui relie le port au centre-ville, avec un dénivelé de 75 mètres atteignant à certains endroits 35 % de déclivité. Cette côte accueille tous les ans le défi du Jerzual, course à pied la plus populaire de la région suivie par des milliers de spectateurs réunis en haut du Jerzual.
- Le Théâtre des Jacobins
- Jardin anglais : tracé en 1852 sur l'ancien cimetière paroissial, il permet aussi de découvrir un superbe panorama sur la vallée de la Rance
- L'hôtel Bazin de Jessey datant de 1718.
- Les quatre orgues à tuyaux de Dinan. L'orgue romantique de l'église Saint Malo d'Alfred Oldknow avec ses trois claviers/pédalier et ses 24 jeux. Son orgue de chœur avec ses deux claviers/pédalier et sa quinzaine de jeux. Celui de la chapelle des Cordeliers avec deux claviers/pédalier et l'orgue symphonique de la basilique Saint-Sauveur avec trois claviers/pédalier et 35 jeux.
- La chapelle Saint-Joachim, boulevard Flaud (XIIe – XIXe siècle)[76]. Fondée au XIe siècle, c'était originellement la première église paroissiale de Dinan sous le vocable de Saint-Malo. Elle est détruite aux deux-tiers vers 1488 pendant le conflit franco-breton et le siège de la paroisse est déplacé intra-muros dans la nouvelle église Saint-Malo. Devenue chapelle d’un prieuré voisin, elle est restaurée au XVIe siècle puis aux XVIIIe et XIXe siècle. De l’époque romane subsiste la travée droite du chœur qui possède 6 chapiteaux sculptés, datant probablement du XIIe siècle[77].
- La chapelle Notre-Dame des Affligés du Pont l'Écuyer, rue Gambetta.
- La chapelle des Jacobins, rue Auguste Pavie.
- L'église anglicane, rue Broussais.
- La chapelle de la rue du Chanoine Meinser.
- La chapelle du collège Notre-Dame de la Victoire, rue Jean Jaurès.
- Le Monument Indochine des soldats morts pour la France en Indochine, entre la rue Lécuyer et la route de Dinard.
- Le calvaire du Saint-Esprit.

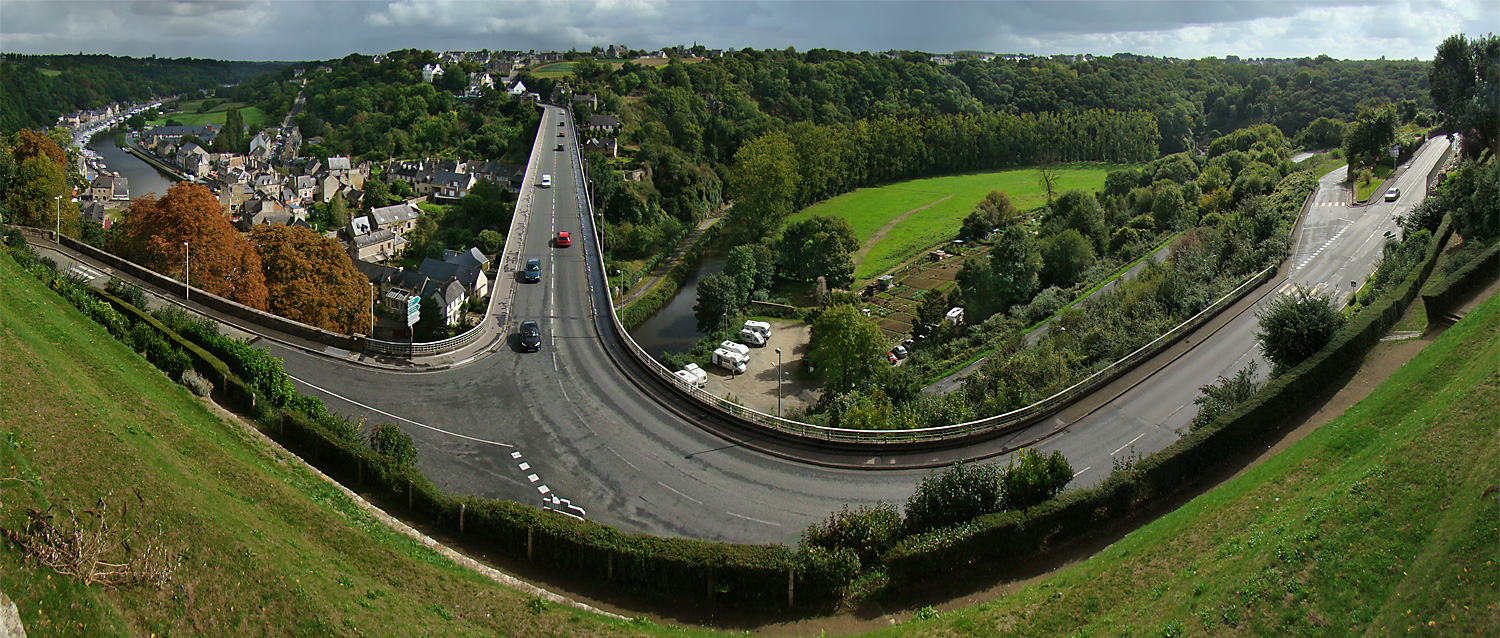
Panorama depuis le belvédère du jardin anglais.
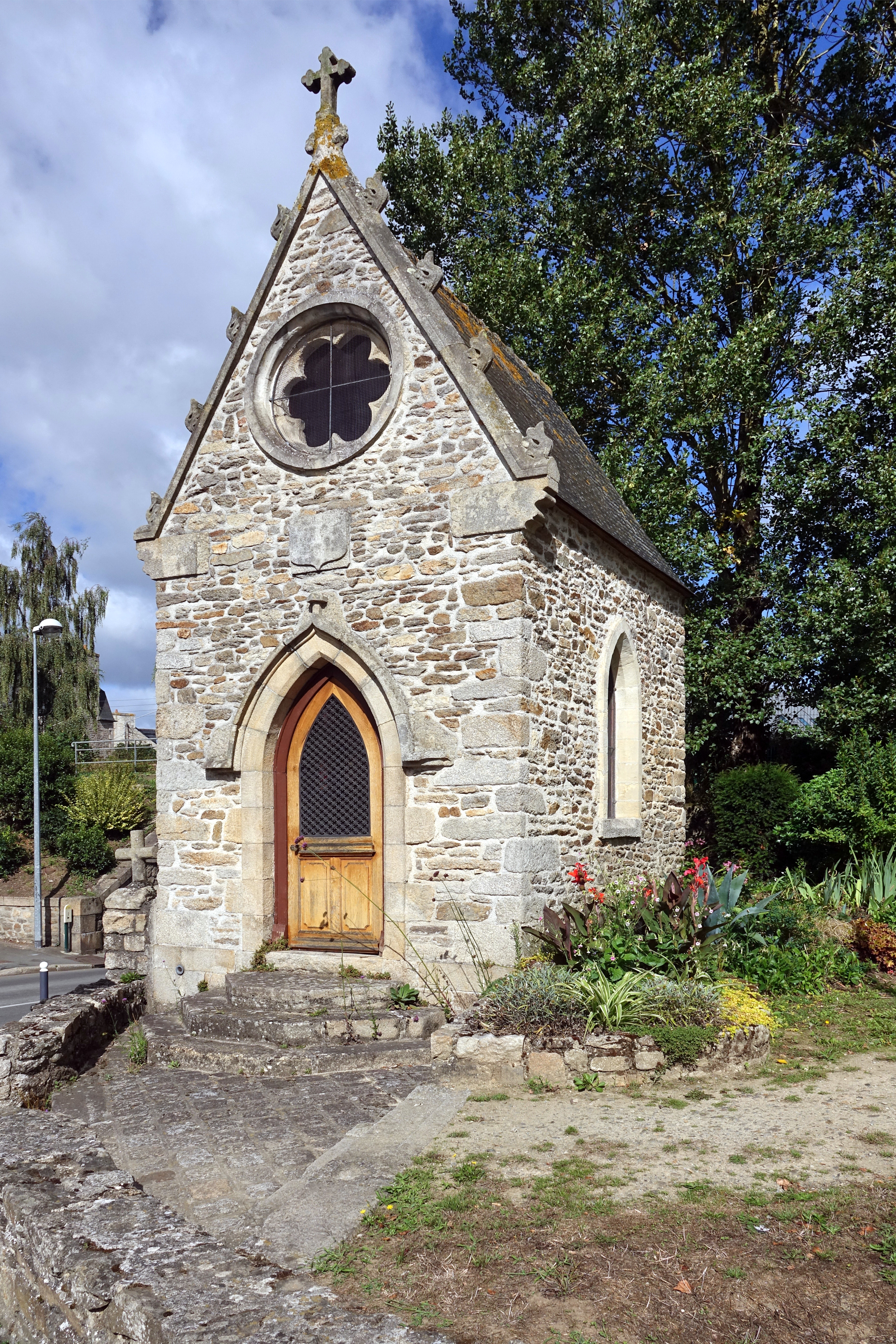
Chapelle l'Écuyer.
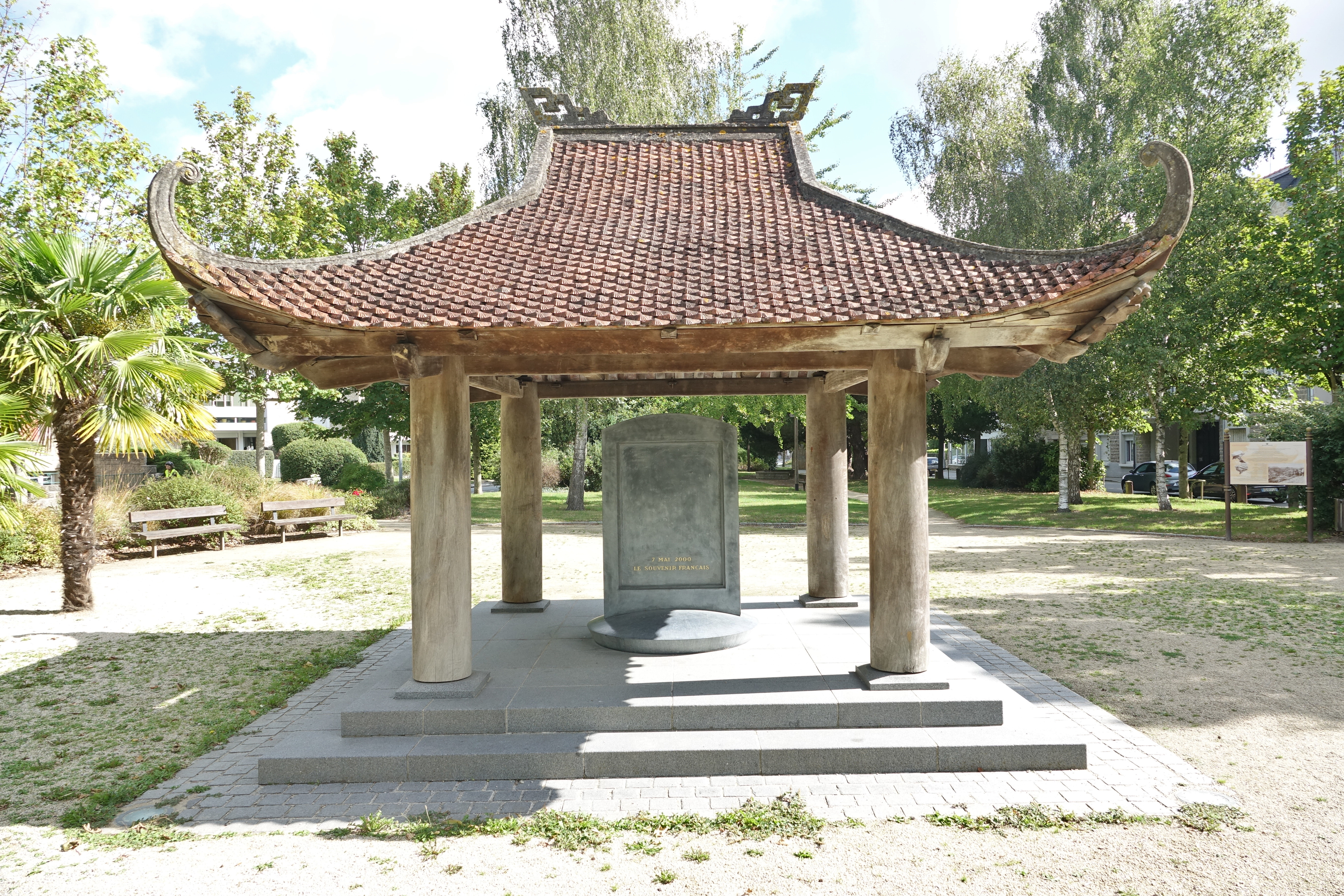
Monument aux morts de la guerre d'Indochine.
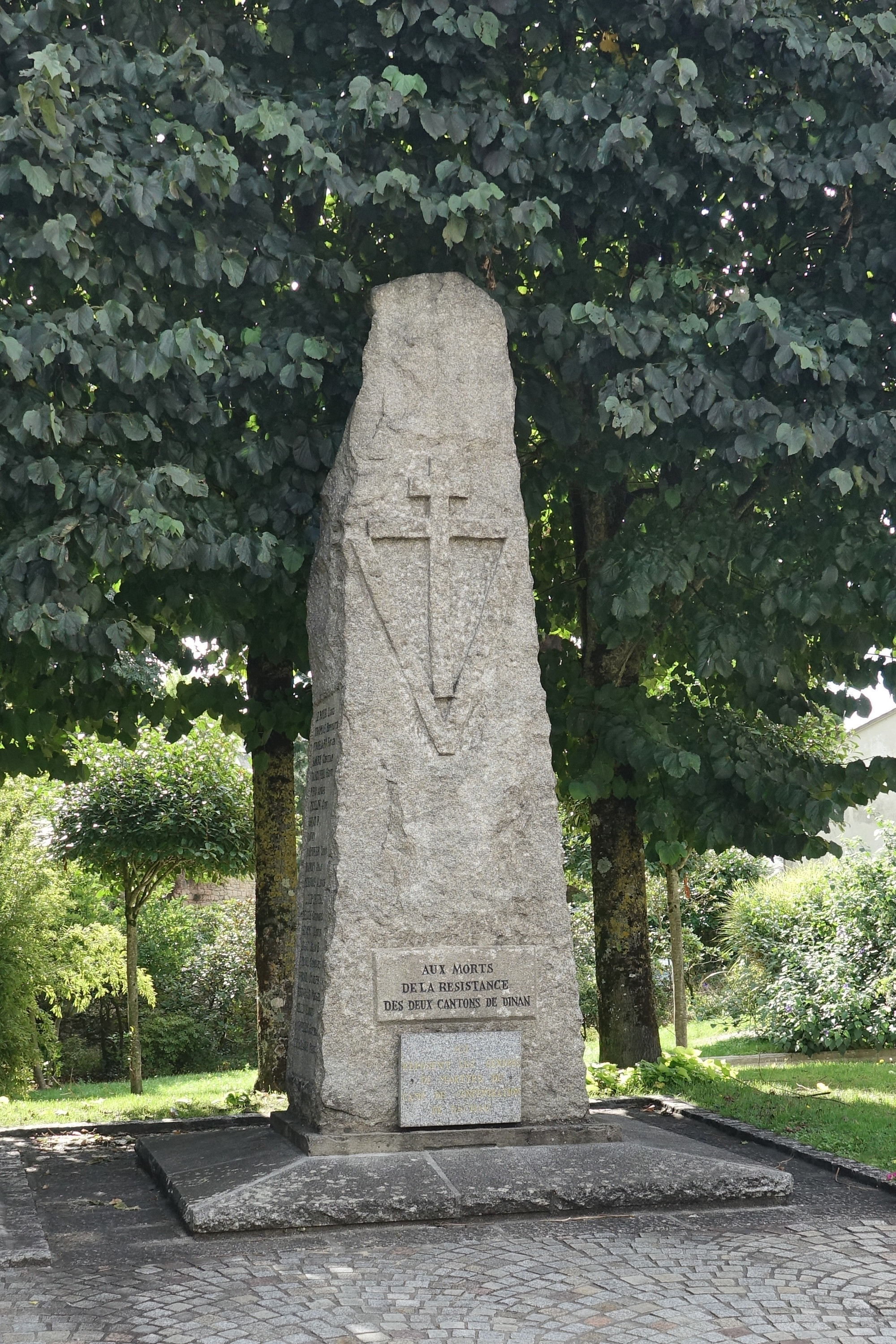
Monument aux morts de la résistance de la Seconde Guerre mondiale.
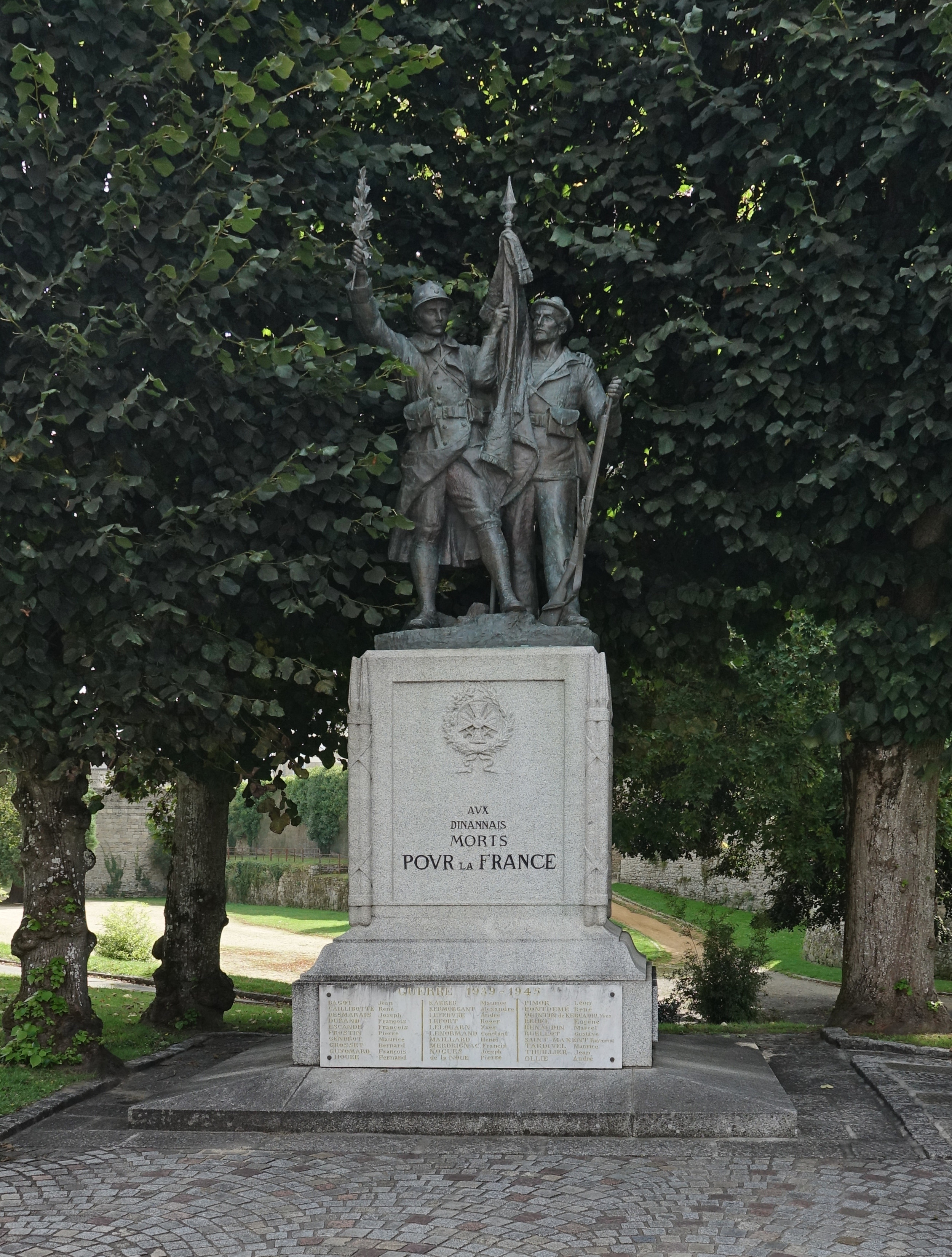
Monument aux morts de la Seconde Guerre mondiale.
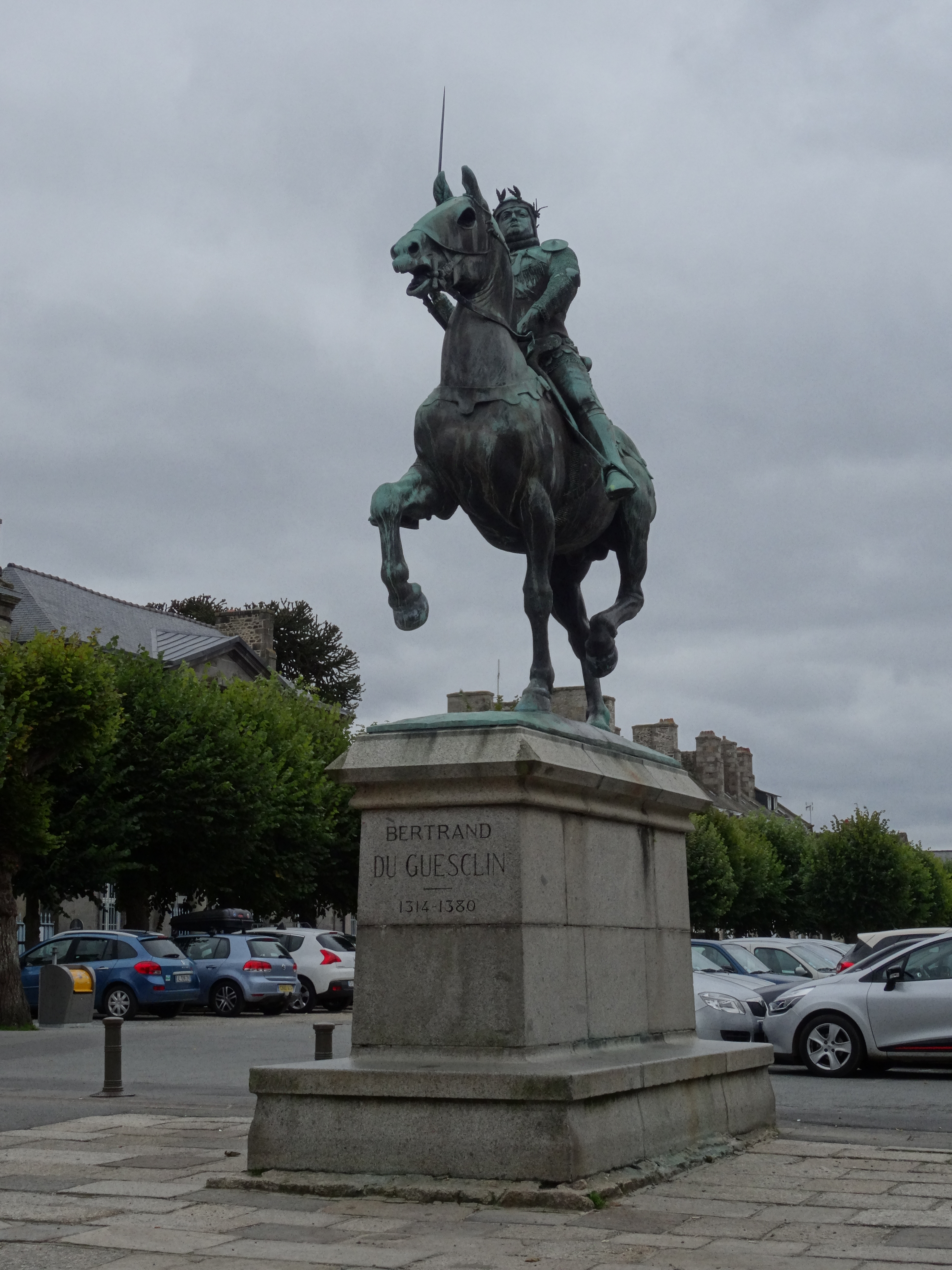
Monument à Bertrand du Guesclin.

### Musées
- Musée de Dinan, actuellement fermé au public, histoire du pays de Dinan, antiquités grecques et romaines, arts décoratifs, art religieux, beaux-arts, ethnographie locale et extra-européenne, etc.
- Musée du rail, histoire du chemin de fer régional, maquettes, affiches, matériels, costumes et une immense maquette au 1/43e avec de nombreux trains dans un décor inspiré de la région de Dinan (20 ans de travail pour sa réalisation).
- Maison d'artiste de la Grande Vigne ou musée Yvonne Jean-Haffen, 103 rue du Quai. Œuvres de l'artiste, devant l'importance des collections de tableaux et de dessins, une rotation est effectuée tous les ans.
- Tour de l'Horloge, rue de l'Horloge, beffroi de 45 mètres de haut, datant du XVe siècle, mécanisme de l'horloge, cloche de la Duchesse Anne et magnifique panorama sur la ville et sa région.  Classé MH (1910)
- Maison de la Harpe Celtique, Ti an delem, 6 rue de l'Horloge, expositions thématiques et différentes chaque année.
- Maison du Gouverneur, 24 rue du Petit-Fort, maison du XVe siècle, ancienne maison de tisserand, exposition temporaire en juillet et août. Objets régionaux et métier à tisser.  Classé MH (1938)
- Musée Remember 1939-1945 Dinan, au 16 rue du Pont de la Haye, présente 6 000 objets, du paquet de cigarette au moteur d'avion, pièces d'artillerie, uniformes, véhicules et reconstruction d'un blockhaus. Évocation de la Résistance.

## Événements
- Le Festival Films Courts de Dinan. Festival de cinéma international, consacré aux courts métrages. Organisé par l'association « Court vers le large » depuis 2018, il est ouvert au grand public, aux scolaires et aux professionnels. Le Festival met en compétition une trentaine de courts métrages issus de l'ensemble de la francophonie. Les récompenses sont attribuées par un jury de professionnels du cinéma[78].
- Jazz en place. Depuis 2005, Dinan accueille un festival de jazz en été. Les artistes de la scène jazz prennent leurs quartiers place Saint-Sauveur.
- La Fête des remparts. Le temps d'un week-end et une fois tous les deux ans, Dinan redevient une ville médiévale, avec ses tournois, ses tavernes, ses dresseurs d'ours. L'accès à la ville est gratuit pour les personnes costumées.
- L'Enfant dans la ville. Pendant deux jours, Dinan se transforme en kermesse dans laquelle on peut retrouver des démonstrations de pompiers, du karting, de l'escalade et des concerts.
- T'Rance Céramique. Au mois d'août, depuis 2015, T'Rance Céramique, marché de céramistes, a pris la relève de Céramique en Rance sur la place Saint-Sauveur. T'Rance Céramique a été créée à l'initiative de Pas/Sage, association culturelle qui s'attache à créer de nouveaux évènements culturels à Dinan.
- Les Jeudis du Port. Initiative, là aussi de Pas/Sage, ces "Jeudis" offrent aux visiteurs du port de Dinan/Lanvallay une série de concerts vespéraux.
- Art'Dinan. Les très nombreux artistes et artisans créateurs de Dinan se sont groupés en association afin de renforcer leur visibilité au sein de la ville. Art'Dinan offre diverses manifestations artistiques tout au long de l'année. Depuis 2019, Art'Dinan accueille également des artistes et artisans d'art du pays alentour.
- Les Barocks. Les Barocks est un festival rock, dont les concerts se passent dans les bars. La première édition a eu lieu en mars 1992. Le festival n'a pas eu lieu en 2004, 2005 et 2006. La dernière édition a eu lieu en 2008.
- Vibromachine à soif, l’évènement électro de Dinan organisé par le Collectif Vibromachine qui a lieu dans les bars de la rue de la soif (rue De la cordonnerie) tous les ans au moment des fêtes de fin d'année et cela depuis décembre 2008.
- Revue annuelle Le Pays de Dinan : histoire, littérature, art et ethnographie. Création à la Bibliothèque municipale de Dinan[79] en 1981.
- Tous les ans ont lieu les Rencontres internationales de la harpe celtique qui rassemblent de nombreux artistes.
- Du 9 au 16 août 2014, la ville de Dinan accueillera le 87e congrès[80] de l’association mondiale anationale dont la langue de travail est l'espéranto.

## Personnalités liées à la commune

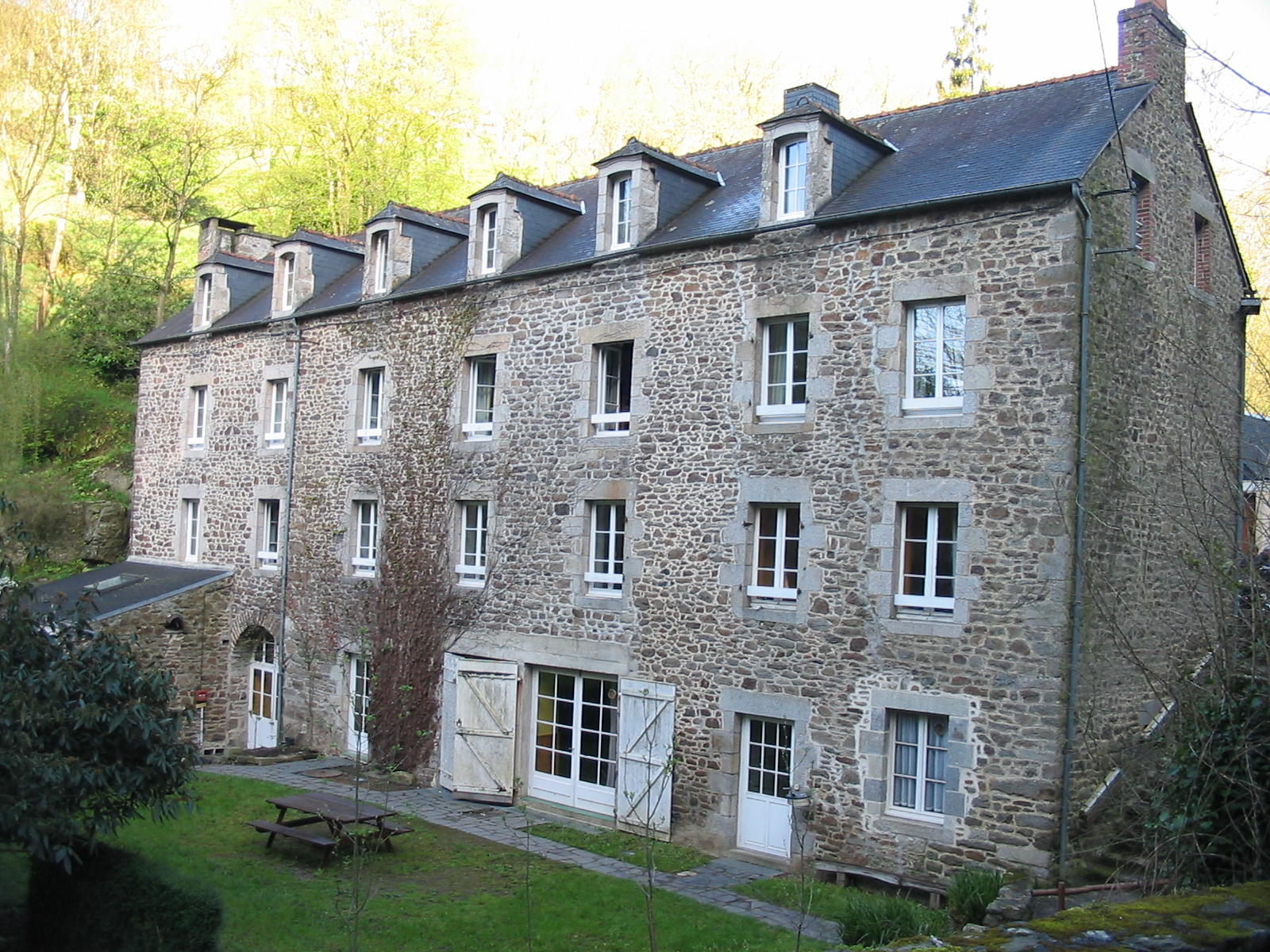
Auberge de jeunesse de Dinan.

### Histoire et politique
- Charles Beslay (1795-1878), doyen du conseil de la commune de Paris, né à Dinan.
- Malo Henri Julien Besné de la Hauteville (1744-1801), né à Dinan, avocat au Parlement de Bretagne, Procureur du Roi, accusateur public des Côtes-du-Nord pendant la Révolution, mort à Saint-Brieuc le 7 mai 1801.
- Pierre Lehardy (1758-1793), docteur en médecine et homme politique né à Dinan, député du département du Morbihan, mort guillotiné à Paris le 31 octobre 1793,
- Toussaint du Breil de Pontbriand (1776-1844), vicomte de Pontbriand, né à l'hôtel de Pontbriand à Dinan et décédé à Saint-Lormel, membre de l'Association bretonne d'Armand Tuffin de La Rouërie, émigré, chouan, colonel d'infanterie, puis d'état-major.
- Marie-Ange du Breil de Pontbriand (1777-1856), né à Dinan, chouan, conseiller général des Côtes-du-Nord de 1816 à 1830.
- Michel Delalande[81], seigneur de La Germond, notaire royal en 1640.
- Jean-Baptiste Delarocheaulion[81] (1847-1864), architecte.
- Denoual[81], sénéchal royal de 1788 à 1790.
- Adrien-Joachim-Bernard Demametz (1753-1788), né à Dinan, officier marinier, second pilote de l'expédition de La Pérouse sur l'Astrolabe jusqu'en 1786, puis sur La Boussole jusqu'au naufrage de 1788.
- Auguste Denoual[81], notaire en 1790.
- Jean-Yves Denoul du Plessix[81], sénéchal royal en 1743.
- Perrine Deschamp[81], veuve Beslay, maître de Poste de 1799 à 1817.
- Louis Auguste Dubost[81], principal du collège en 1791, administrateur du district en 179[Quand ?].
- Marie Angélique Duchemin (1772-1859), veuve Brulon, née à Dinan, militaire, 1re femme à recevoir la Légion d'honneur, le 15 août 1851 des mains de Louis-Napoléon Bonaparte, alors président de la Deuxième République.
- Jean Dupré[81], sieur de Langerais, notaire royal de Dinan en 1625.
- Olivier Durand[81], notaire royal en 1565.
- François Durand[81], sieur de La Marre, notaire royal de Dinan en 1595.
- Gilles Durand[81], sieur de la Pénezais, sénéchal royal de Dinan de 1720 à 1730.
- Henri Pierre Flaud (1816-1874), homme politique et industriel né et décédé à Dinan, député des Côtes-du-Nord.
- Charles Larère, homme politique né le 27 avril 1827 à Dinan (Côtes-d'Armor) et mort le 15 septembre 1916 à Dinan.
- Eugène Le Fer de La Motte (1867-1936), supérieur du Collège-Lycée Les Cordeliers (1896-1914).
- Jean Gaubert (né en 1947), député socialiste de la deuxième circonscription des Côtes-d'Armor de 1997 à 2012, actuel médiateur national de l'énergie, possède une résidence à Dinan.
- Bertrand du Guesclin (1320-1380) connétable de France[82].
- Louis Thomas Leconte (1799-1873), homme politique né à Dinan, maire de Dinan, député des Cotes-du-Nord.
- Jean-François-Toussaint de Lorgeril (1751-1828), amiral et homme politique.
- Désiré Michel (1793-1850), homme politique né et décédé à Dinan, député des Côtes-du-Nord de 1848 à 1849.
- Danielle Mitterrand (1924-2011), épouse du président français François Mitterrand, scolarisée au collège Roger Vercel.
- Mathurin Monier (1901-1974), historien du pays de Dinan, né et mort à Dinan.
- Auguste Pavie (1847-1925), explorateur, né à Dinan.
- René Pleven (1901-1993), homme politique, président du Conseil, plusieurs fois ministre, essayiste. L'hôpital de Dinan porte son nom.
- Tiphaine Raguenel (v.1335-1373), astronome et astrologue, femme de Bertrand du Guesclin[83].
- Jacques-Olivier Ribault (1747-1819), homme politique né et décédé à Dinan, député des Côtes-du-Nord au Conseil des Cinq-Cents.
- Yannick Bodin (1942-2023), professeur et homme politique français.

### Cinéma
- Le Festival Films courts de Dinan est un festival de cinéma international, consacré aux courts métrages, qui se tient annuellement à Dinan dans le département des Côtes d'Armor en Bretagne. Organisé par l'association « Court vers le large » depuis 2018, il est ouvert au grand public, aux scolaires et aux professionnels. Le Festival met en compétition une trentaine de courts métrages issus de l'ensemble de la francophonie. Les récompenses sont attribuées par un jury de professionnels du cinéma.
- Jean Rochefort (1930-2017), acteur, a passé une partie de son enfance à Dinan[84].
- Gwenaëlle Simon (née en 1969 à Dinan), actrice.

### Littérature
- François-René de Chateaubriand (1768-1848), écrivain, a étudié au collège de Dinan.
- Charles Pinot Duclos (1704-1772), écrivain et historien, secrétaire perpétuel de l'Académie française.
- Mathilde Jacob (1848-1928), écrivain, femme d'un notaire de Dinan.
- Roger Vercel (1894-1957), écrivain, prix Goncourt 1934, un collège public de la ville porte son nom.
- Simone Roger-Vercel (1923-2015), écrivaine.
- Félicité de Lamennais (1782-1854), penseur, écrivain. Il possédait une propriété, La Chênaye, à quelques kilomètres de Dinan.

### Art
- Yvonne Jean-Haffen (1895-1993), peintre.
- Claudine Loquen (1965-), peintre et sculptrice y a séjourné chez ses parents au 69, rue Saint-Malo et chez sa grand-mère paternelle.
- Jean Urvoy (1898-1989), instituteur, artiste peintre et graveur, cofondateur du groupe des Sept, naît à Dinan le 5 novembre 1898.
- Yves Floc'h (1906-1990), peintre, professeur de dessin.
- Jean Vercel (1929-2011), peintre et photographe, né à Dinan.
- Henriette Desportes (1877-1951), peintre, morte à Dinan.
- FX Combes (né en 1969), photographe, né à Dinan.
- 58 aquarelles de Louis Giblat (1873-1927), avocat et écrivain dinannais (auteur notamment du "Baz-Valan" en 1924), ont été léguées en 2009 au musée de Dinan.

### Musique
- Alvim Cesarius, né le 28 avril 1950 à Rio de Janeiro, compositeur de jazz brésilien résidant à Dinan.
- Da Silva (né en 1976), chanteur, a habité à Dinan.
- Henri Kowalski (1841-1916), compositeur ayant vécu à Dinan.
- Théodore Botrel (1868-1925), barde et chansonnier, né à Dinan.
- Jean-François Paillard (1928-2013), chef d'orchestre, scolarisé aux Cordeliers de Dinan.
- Dominic Sonic (1965-2020), il faisait aussi partie de l'équipe du groupe Déportivo.
- Bernard Benoit (guitare celtique) (né en 1948)

### Sport
- Philippe Tibeuf (1962-), né à Dinan, international français de football.
- Edwige Pitel (1967-), née à Dinan, championne cycliste.
- Christophe Revel (1979-), né à Dinan, footballeur professionnel au Stade rennais FC, à Beveren en Belgique, puis Vannes.
- Lionel Rouxel (1970-), né à Dinan, footballeur formé à l'ASC Léhon, joueur professionnel à Guingamp, Strasbourg, Laval.
- Arnaud Gérard (1984-), né à Dinan, cycliste professionnel.
- Benoît Salmon (1974-), né à Dinan, coureur cycliste français.
- Christian Levavasseur (1956-), né à Dinan, cycliste professionnel, maillot « amarillo » sur la Vuelta.
- Alexis Contin (1986-), patineur de vitesse, 4e des Jeux olympiques de Vancouver 2010. Ancien membre de la Beaumanoir.
- Léa Buet (1989-), judokate franco-sénégalaise, a commencé sa carrière sportive au club de Judo de Dinan.
- Bertrand Marchand (1953-2023), footballeur français.

### Journalisme
- Victor Robert (né en 1970), journaliste de télévision à Canal+.
- Bertrand Meheut (né en 1951), président du groupe Canal+, a étudié au collège Roger-Vercel et au lycée de la Fontaines des Eaux.
- Alain Rémond (né en 1946), journaliste de presse écrite et de télévision a été élève aux Cordeliers.

## Jumelages
- Dinant (Belgique) : un fort lien est entretenu avec son homophone belge depuis 1953[85], ce qui en fait le plus ancien jumelage en activité d'Europe[86],[87] (exception faite de Paderborn - Le Mans). Tous les deux ans, un échange festif a lieu entre les cités bretonne et wallonne[88] ;
- Québec (Canada) ;
- Lugo (Espagne) ;
- Exmouth (Angleterre) (Royaume-Uni)[89].

## Philatélie
- Un timbre postal, d'une valeur de 0,65 franc, représentant la ville et la vallée de la Rance a été émis le 7 octobre 1961[90].
- Dans le cadre des 65 ans du jumelage entre Dinan et Dinant, un timbre postal, d'une valeur de 1,30 euro, a été émis le 18 février 2019[91].

## Dans les arts populaires

### Cinéma et télévision
- Du Guesclin, film français réalisé par Bernard de Latour, sorti en 1949.
- Armageddon, film catastrophe américain de Michael Bay (1998) avec Bruce Willis, Ben Affleck, Liv Tyler, Owen Wilson. Au cours du film, lors de successions de plans qui montrent la situation dans d'autres pays du monde, dont la France, Dinan apparaît à plusieurs reprises :
  1. Deux scènes sont tournées place des Cordeliers, face au portail reconnaissable du couvent.
  2. Un plan est tourné dans l'impasse Reslou.
  3. On peut également voir la tour de l'horloge, filmée depuis la rue.
- Inspecteur Lavardin, film français de Claude Chabrol (1986), avec Jean Poiret.
- Promis... juré !, film français de Jacques Monnet (1987), avec Roland Giraud.
- Le Gerfaut, feuilleton télévisé français en trente épisodes de 26 minutes, réalisé par Marion Sarraut d'après l'œuvre de Juliette Benzoni, Le Gerfaut des brumes, et diffusé à partir du 8 juillet 1987 sur TF1.
- Selon Charlie, film français de Nicole Garcia (2006), avec Vincent Lindon, Benoît Magimel, Benoît Poelvoorde, Jean-Pierre Bacri. Présenté en sélection officielle au Festival de Cannes.
- Les Vauriens, téléfilm français de Dominique Ladoge (2006), avec Rufus, Constance Dollé, Jean Senejoux.
- L'Épervier, mini série télévisée de Stéphane Clavier tournée en 2010 au port de Dinan.
- Les prouesses de Clément Dujar (téléfilm), fable poétique d'Hervé Baslé (1990), avec Roger Jendly et Julien Guiomar.
- L'Heure zéro film de Pascal Thomas (2007) avec François Morel, Danielle Darrieux. Deux scènes ont été tournées sur le quai de la Gare (aux 17e et 47e minutes du film).
- Un jour, comédie romantique américaine de Lone Scherfig (2011), avec Anne Hathaway & Jim Sturgess. On y voit le viaduc aux alentours de la 17e minute du film ainsi que le vieux pont du port.
- Yesterday, film musical britannique de Danny Boyle. Dans la réalité alternative du film, les cigarettes n'ont jamais existé et lorsque le héros cherche sur internet le mot « cigarette », il tombe sur une ville nommée Cigarette mais qui est en réalité Dinan dont le nom a été changé, reconnaissable grâce à la photo et la carte (52e minute du film)[92].